# 第三次世界大戦

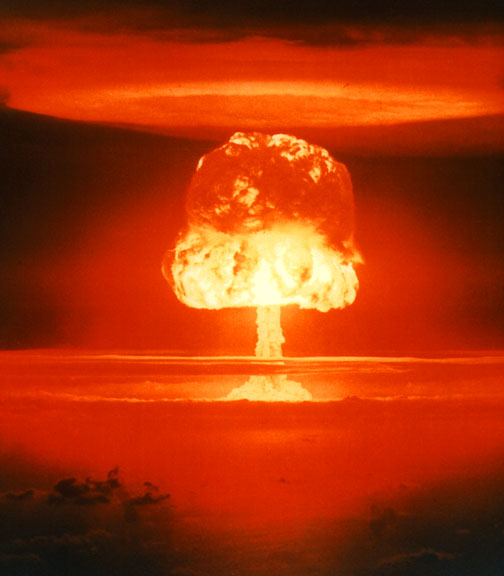
核実験「キャッスル・ロミオ」（1954年）でのキノコ雲。
第三次世界大戦の経緯に関する予想は様々だが、結局核兵器が使われ、人類が滅亡するとの考察が多い。

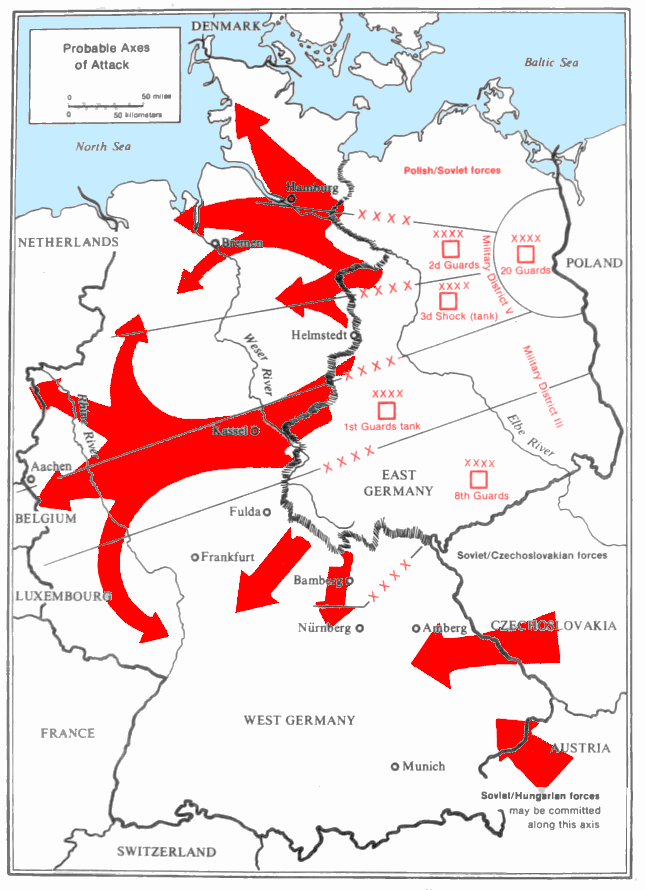
冷戦中、ワルシャワ条約機構軍が西ドイツに侵攻した場合の攻勢主軸想定図。

第三次世界大戦（だいさんじせかいたいせん、英語: World War 3、英略:WWIII）は、現時点において将来の、仮定上の世界大戦である。
第三次世界大戦は核戦争になり、人類の自滅をもたらすとしばしば考えられている。1962年のキューバ危機では、実際に誤って核攻撃命令が出されたが、現場のヴァシーリイ･アルヒーポフの判断で核ミサイル発射が水際で停止されていた。

## 概要
歴史を踏まえると、世界大戦というのは決して「世界大戦」を始めるつもりで始められたわけではない。
たとえば現在「第一次世界大戦」と呼ばれている戦争は、1914年6月28日にボスニアの首都サラエボを訪問中だったオーストリア＝ハンガリー帝国帝位継承者夫妻（フランツ･フェルディナント大公と妻のゾフィー･ホテク）がセルビア人に暗殺される事件（サラエボ事件）が起こったことを受けて、オーストリア=ハンガリー帝国がこれを「スラブ系民族運動を抑えるチャンス」と捉え、最後通牒を経て7月28日に（ドイツ帝国の支持も得つつ）あくまでセルビア一国に対してだけ宣戦を布告したことに始まる。
開戦した者は「世界大戦」を始めたつもりは無く、あくまで一国だけを相手に戦争をするつもりだったのであり、しかも開戦者側は数週間程度ですんなり勝利できると考えていた。だが、開戦者の予想を超えて参戦する国々が増えてしまい、泥沼の世界大戦となってしまった。
第二次世界大戦も同様で、端緒はナチス･ドイツとチェコスロバキアがポーランドに侵攻し（ポーランド侵攻）、これを受けて大英帝国とフランスが集団的自衛権を根拠にドイツに宣戦しただけである（この当時、アメリカは日中戦争に義勇軍を送っていただけでモンロー主義に基づきヨーロッパの戦争には関与していなかった）。
なお第二次世界大戦の後、アインシュタインはアメリカ合衆国大統領ハリー･S･トルーマン（当時）宛の手紙で「第三次世界大戦でどのような兵器が使われるのか私は知りません。ですが、第四次世界大戦は石と棍棒によって戦われるでしょう。」と記したことが知られており、つまり「次に世界大戦が起きれば文明の崩壊は免れ得ない」と警鐘を鳴らした。
第34代大統領のアイゼンハワーは「第三次世界大戦に勝つ唯一の方法は、それ（第三次世界大戦）を防ぐことだ。」と述べた。
以下、人類が第三次世界大戦を起こしそうになった要因や、第三次世界大戦が始まってしまうことを防ぐために人類が行ってきた対策、第三次世界大戦だったと見なされた出来事などについて説明する。

### 冷戦期
朝鮮戦争やベトナム戦争、キューバ危機など米ソの対立が頂点に達した時期には、識者の間で第三次世界大戦勃発の可能性や、第三次世界大戦の回避策について真剣に論じられた。
必ずしも戦略核兵器の全面使用のみが想定されていたわけではなく、ワルシャワ条約機構が北大西洋条約機構（NATO）より優位にあった主力戦車で西欧に侵攻し、その過程で戦術核兵器が限定使用されるシナリオも想定されていた。冷戦後の2005年にポーランド政府が公開した1979年時点での侵攻計画では、デンマーク・オランダ・ベルギー・西ドイツに戦術核を投下して7日間でワルシャワ条約機構の地上軍をライン川まで進めることとなっており、その際にはNATO側がポーランドに戦術核を投下することが織り込まれていた。

### 冷戦後
文脈によっては冷戦自体を一つの戦争とみなし「第三の世界戦争」と表現することもある。一部の書籍では、2001年のアメリカ同時多発テロ事件をきっかけとした一連の戦闘・戦争を世界大戦としている。また別の文脈では、アメリカ同時多発テロ事件以降、アメリカの主導によって行なわれた「対テロ戦争」のことを「第三次世界大戦」と呼ぶ場合もある。ジョージ･W･ブッシュ第43代米大統領は、2006年5月5日に放送されたCNBCのインタビューで、対テロ戦争を「第三次世界大戦」と初めて表現した。
またジョージ・W・ブッシュは2007年10月17日の記者会見で「イランが核武装すれば、第三次世界大戦を引き起こしかねない」と述べた。
2000年代に入ったころには、テロやゲリラなどとの「非対称戦争」が戦争の主流となりつつあった。非対称戦における戦時と平時の区別は曖昧である。
2014年にはローマ法王フランシスコがミサでのスピーチの比喩として、「すでに第三次世界大戦は始まっている」と懸念を示したこともある。
2022年のロシアによるウクライナ侵攻に際して、ロシアのセルゲイ･ラブロフ外相は「第三次世界大戦は核戦争となり、破壊的なものになる」と発言している。
第三次世界大戦の想定
いくつもの国の政府が第三次世界大戦への備えを行っており、また国民・市民が自発的に備えている場合もある。
- 想像を絶する作戦（イギリス）
- オペレーション･ドロップショット（アメリカ）
- ライン川への七日間（ワルシャワ条約機構）
- エイブル･アーチャー83（NATO）
- 戦略防衛構想（アメリカ）
- プレッパー - 各種災害対策に取り組んでいる人だが第三次世界大戦を想定して準備している人も含まれる。
- 核シェルター、防空壕 - 政府が第三次世界大戦も念頭に用意しているものから個人が自発的に購入・設置しているものもある。

## 第三次世界大戦に発展する可能性があった事件、現在発展する可能性のある事件
第三次世界大戦を引き起こすきっかけとなる可能性があったと指摘されている事件は多数ある。以下にその可能性が指摘されている事件を列挙する。
- 1948年 - 1949年 ベルリン封鎖
- 1950年 - 1953年 朝鮮戦争
  - 国連軍司令官マッカーサーが実質的参戦国である中華人民共和国領内への侵攻と核兵器使用を主張した。当時の中国はソビエト連邦と軍事同盟を結んでいたため、中国領内への侵攻はソ連の参戦を招く可能性があった。それを望まないアメリカがマッカーサーを更迭したことによりエスカレーションは回避された。
- 1954年 - 1955年 第一次台湾海峡危機
- 1956年 - 1957年 第二次中東戦争
- 1958年
  - エイド･メモワール（ソ連がアメリカに西ベルリン占領の終了を要求）
  - 第2次台湾海峡危機
- 1960年 - 1975年 ベトナム戦争
- 1960年 - U-2撃墜事件
- 1961年 - ケネディ＝フルシチョフ会談（ソ連がアメリカにベルリンの中立化を要求）
- 1962年
  - キューバ危機
    - ヴァシーリイ･アルヒーポフの判断によって核魚雷の発射中止

  - 国光計画 - 中華民国による中華人民共和国への反攻の計画。
- 1967年 - 米軍の大陸間弾道ミサイル(ICBM)監視レーダーが磁気嵐で故障。ソ連の妨害と誤認して攻撃を準備[13]。
- 1968年 - プエブロ号事件
  - アメリカ海軍の情報収集艦プエブロ号が北朝鮮の海軍に拿捕された事件。
- 1969年
  - アメリカ海軍EC-121機撃墜事件
  - 中ソ国境紛争（ダマンスキー島事件）
- 1973年 - 第四次中東戦争
- 1979年 - 北アメリカ航空宇宙防衛司令部（NORAD）に誤ってソ連による総攻撃が表示される。
- 1980年 - アメリカ・ウィチタのマコーネル空軍基地（英語版）で、ICBMタイタンIIが訓練中に誤って発射シーケンスに入る。
- 1983年
  - スタニスラフ・ペトロフによる核戦争回避事件（ソ連の監視衛星が米国からの核ミサイル攻撃を誤検出）
  - 大韓航空機撃墜事件 - この事件は東西冷戦の最中に発生し、事件後米ソの軍事的緊張も高まっていた。
  - エイブル・アーチャー83（ソ連がNATOの核ミサイル発射演習を本物の核攻撃の偽装と誤解）
- 1984年 - 我々は5分後に爆撃を開始する（ロナルド・レーガンが発したブラックジョーク事件、この一連の流れはロサンゼルスオリンピック閉会式前後に発生した[注 2]）
- 1995年 - ノルウェーロケット事件（ロシアがノルウェーの気象観測ロケットをアメリカの核ミサイルと誤認し、被弾前報復核攻撃を検討）
- 1995年 - 1996年 第三次台湾海峡危機
- 1998年 - 1999年 コソボ紛争
- 2003年 - イランの核開発計画
- 2011年 - シリア内戦
- 2014年
  - クリミア危機
  - ウクライナでの親ロシア派騒乱（後述）
- 2017年 - 北朝鮮危機
- 2020年
  - バグダッド国際空港攻撃事件（後述）
  - 中華人民共和国の海警法制定
- 2022年
  - ロシアによるウクライナ侵攻（後述）

- - 2022年中国人民解放軍による台湾周辺での軍事演習
- ロシアのウラジーミル･プーチン大統領は、開催中の北京オリンピックが閉幕する前にウクライナへ軍事侵攻すると政府高官へ話しているとする報道が広まり、アメリカや日本はウクライナ在留の自国民に48時間以内の退避を勧告した。

2022年2月24日にロシアはウクライナに侵攻した。同日、ロシア国営通信は、ロシア軍がウクライナ軍の施設へミサイル攻撃を行ったと発表した。
- 2023年
  - 2023年パレスチナ・イスラエル戦争
- 2024年
  - レバノン侵攻 (2024年) - イスラエルとイランとの間で弾道ミサイルによる報復合戦に発展。アメリカはイスラエルに対して核施設を標的にしないように圧力をかけた[15]。

上記の内、もっとも危険が高かったとされる1962年のキューバ危機では、実際に誤って核攻撃命令が出され、現場の判断（デフコンレベルが戦闘時ではなく、それより低い準戦闘時のまま核攻撃命令が下された他など）から、核ミサイル発射が水際で停止されていた。非公式ながら米軍および旧ソ連軍共に、事故・誤命令による核兵器発射シーケンス開始は実際に起こっている。冷戦終了後も核開発は進み、新たにパキスタン、北朝鮮が核保有しており、偶発的核戦争（第三次世界大戦）の可能性は拭い去れていない。
- 2024年11月18日、アメリカ政府がウクライナに対してATACMSの使用許可を下した。その翌日19日にロシア政府は核ドクトリンを改正し承認し、[17]同日ロシアのジャバロフ議員はこう述べた「米国がミサイルの使用を認めたことで第三次世界大戦につながる可能性がある。」と警告した。21日にはロシアはウクライナに向けて核兵器搭載可能な中距離弾道ミサイルオレシュニクを発射するなど欧米を強くけん制した[18]。
- 2025年5月7日、インドがパキスタンの領土に報復攻撃を行い、両国の関係に緊張が張り詰めている事を発表。又両国は核保有国であり、周囲の国などは、第三次世界大戦が行われるのではないのかと言われている[19]。
- 2025年6月13日未明、イスラエル軍がイランに報復としてミサイル100発以上を核施設と軍事施設がイスラエル軍の戦闘機に攻撃された。[20]
- 21日（日本時間22日）、アメリカ大統領のドナルド・トランプ氏が自身のSNS「トゥルース・ソーシャル」を更新し、米軍がイランの核施設3カ所を攻撃したと発表した。13日にイスラエルがイランへの空爆を始めて以降、米国による攻撃参加は初めてで、イラン側の対応次第では、今後、世界に深刻な影響を及ぼす恐れもある。[21]

### 第三次世界大戦に波及する恐れがある発言
2015年以降、ロシア連邦大統領のウラジーミル･プーチンは、地域紛争に戦術核兵器を投入する可能性について度々言及を行っている。同年3月15日放送のロシア国営テレビ「クリミア、祖国への道」の中で、2014年ウクライナ騒乱に端を発する2014年クリミア危機（クリミア併合）に際して、西側欧米諸国が武力介入による併合阻止に踏み切った場合に備え、ロシア連邦軍に対して核兵器使用の準備を指示していた事を明らかにした。またこの紛争はソチオリンピック終了直後に本格化した。ロシア連邦軍は同年3月の軍事演習においても、仮想敵が北方領土を含む千島列島方面より日本に攻撃を開始する戦闘状態に突入した場合には、限定的ながらも先制核攻撃の可能性も想定した訓練を行っていた事が明らかになっており、ロシア近傍での地域紛争に端を発する核戦争勃発の危機が懸念されている。2022年のロシアのウクライナ侵攻に際して、ロシアのセルゲイ･ラブロフ外務大臣は「第三次世界大戦は核戦争となり、破壊的なものになる」と発言。同侵攻に関しては、2024年にも元同国大統領で現ロシア国家安保会議のドミトリー・メドヴェージェフ副議長が、アメリカの次期指導者（2024年アメリカ合衆国大統領選挙を経てアメリカ合衆国大統領となった者）がウクライナに油を注ぎ続けるなら、「それは第三次世界大戦に行く道」と発言した。2024年11月22日、ウクライナの元最高司令官であるヴァレリー・ザルジニー駐英ウクライナ大使は、朝鮮人民軍の兵士がウクライナで戦闘に参加したことなどを踏まえて、「第三次世界大戦が正式に始まった」と発言している。

### その他
イランのイスラム革命防衛隊コッズ部隊のガーセム･ソレイマーニー司令官をアメリカ軍がイラクのバグダッドにて空爆で殺害した直後（2020年1月3日）や、ロシアによるウクライナ侵攻を開始した直後（2022年2月24日）には、Twitterのトレンドで第三次世界大戦を指す「WW3」「WorldWar3」が上位となった。

## フィクションの第三次世界大戦

### 映画・テレビドラマ
第三次世界大戦 四十一時間の恐怖（1960年）
1960年、核弾頭を搭載したアメリカ空軍の輸送機が臨津江上空で北朝鮮に撃墜されたことをきっかけに第三次世界大戦が勃発する。中華人民共和国と中華民国の交戦、38度線付近での南北朝鮮の衝突などの紛争を経て、核ミサイルを用いた米ソ間の全面戦争へ発展。世界各地の都市が破壊され、日本も各地の米軍基地や東京に水爆攻撃を受ける。死者は20億人に達する。
世界大戦争（1961年）
1961年、同盟国と連邦国の対立の中、北大西洋の同盟国軍演習海域に侵入した連邦国海軍のミサイル潜水艦が鹵獲されたことや、地中海沿岸での軍用機の撃墜などを発端として第三次大戦が勃発。38度線付近での戦闘で小型の核弾頭弾が使用された後に一時は停戦協定が成立するが、ベーリング海上空で生じた戦闘機同士の戦闘で再度核弾頭が用いられ、遂に全面戦争に発展。両陣営によって爆撃機やICBM、SLBMによる核攻撃が行われ、人類はほぼ滅亡する。連邦陣営に属する日本も東京などにミサイル攻撃を受ける。
燃える惑星 大宇宙基地（1962年）
長期に渡る全世界規模の核戦争が勃発し、1997年以前に終結。その後、世界は北半球と南半球の2大勢力によって分断され、宇宙開発などにおいて対立を見せる。
ラ・ジュテ（1962年）
第三次世界大戦後、世界中が放射能で荒廃し、勝者・捕虜ともに地上での生活は不可能となる。パリのシャイヨ宮地下で生き延びる人々の姿が描かれる。
ドクター・フー（1963年 - ）
ドクターが第五次世界大戦を見てきたと話しているため、それ以前に起こったものと思われる。また、旧シリーズでは第三次世界大戦を原因としてダーレクに地球が侵略されたというエピソードもあった。
スタートレック（1966年 - ）
2026年から2053年にかけて、アメリカとECON（東側連合）によって、大規模な核攻撃を伴う第三次世界大戦が戦われる。都市の大部分が破壊されて死者は6億人にのぼり、地球は事実上の無政府状態となる。ECONの詳細は不明だが、初期の稿ではアメリカ対中国（China）だったと脚本家ブラノン・ブラガが明かしている。なお、詳細な設定が決まったのは『ファーストコンタクト』（1996年）においてである。また、第1作『宇宙大作戦』では、1992年から1996年の間に「優生戦争」という世界規模の戦争があったという設定がある。
猿の惑星シリーズ（1968年 - 1973年）
2003年、人類と知能を得た猿類との間の争いが核戦争に発展する。猿類が勝利し、僅かな人類も猿に使役される奴隷か、ミュータントとなってコバルト爆弾を信仰するコミュニティが残されるのみとなる。そこに恒星間探索に赴いていた探査船が不時着し、「人と猿が逆転した世界」へ投げ出される。
ノストラダムスの大予言（1974年）
1999年7の月、局地戦での核兵器使用の影響で遂に全世界は核戦争に発展。A・B・Cの各陣営のICBMの核ミサイルが世界の都市みならずICBMの発射基地をも攻撃する。やがて発射基地は全滅し、人類は滅亡したとしても機械が自動的に核ミサイルを発射し続け、地球は死の星と化する。
少年と犬（1975年）
2024年以前に勃発した核戦争によって文明が崩壊し、荒廃した社会を舞台としている。
世界が燃えつきる日（1977年）
アメリカなどに対する「敵」の先制核攻撃により第三次世界大戦が勃発。アメリカ側も弾道ミサイルによる報復核攻撃を実施するとともにミサイルおよび戦闘機による敵ミサイルの迎撃を試みるが、60パーセントが目標に着弾しワシントンD.C.をはじめとする多数の都市が消滅する。戦後、地球は放射性降下物に覆われ、地軸が傾いたことで生じた異常気象が続く荒野となる。
マッドマックスシリーズ（1979年 - ）
2大国の間で世界中を戦場とする戦争が勃発。この戦争によって都会や燃料は失われる。戦後に国家や文明は崩壊し、暴走族が荒野でガソリンを争奪する状況になる。
第三次世界大戦（1982年）
1987年、食糧禁輸措置を取られたソ連がアラスカの石油パイプライン基地を急襲・爆破して、米ソの戦争に発展する。
ザ・デイ・アフター（1983年）
ソ連の西ドイツ侵攻をきっかけに、米・ソ連の全面戦争が始まる。不安を感じながらも、普段通りの日常を送っていたカンザスシティの人々の頭上で核が炸裂する。
SF核戦争後の未来・スレッズ（1984年）
198X年、米ソがそれぞれ親米派・親ソ派勢力を支援すべく行ったイランへの戦闘部隊の派遣を契機に、東西関係が悪化。5月22日にはイランで局地用核兵器を用いた米ソの交戦が始まり、国交の断絶を経た5月26日にはソ連が西側への核ミサイル攻撃を実行し全面核戦争に至る。使用された核兵器は総計3,000メガトン分に達し、イギリスでは核爆発による直接の被害と放射性降下物への被曝を受け最大3,800万人が犠牲となる。その後も「核の冬」や伝染病の流行による人口の減少は止まらず、核戦争から13年が経過しても無政府状態が続く。
ターミネーターシリーズ（1984年 - ）
1999年、自我を獲得したアメリカの核戦略コンピュータシステム「スカイネット」が、人類を滅ぼすべくソ連を核攻撃したことによって全面核戦争「審判の日」が勃発し、人類の大半が死滅する。その後はわずかに生き残った人間も、スカイネットの操る殺人機械群との戦いを余儀なくされる。スカイネットや主人公たちの行動によって歴史が変わった結果、スカイネット誕生と核戦争勃発はシリーズ2作目『ターミネーター2』では1997年8月29日、シリーズ3作目『ターミネーター3』では2004年になっている。
若き勇者たち（1984年）
アメリカに対し、ソ連及びその後押しを受けたキューバ・ニカラグアなどの中米左派政権諸国が侵攻。主人公らの学ぶコロラド州カリュメットの高校グラウンドにもソ連空挺部隊が降下する。抵抗する者は射殺され、街は占領される。落ち延びた生徒達による解放ゲリラ戦が展開される。

グランド・ゼロ（1987年）
1989年、ソ連のゴルバチョフ共産党書記長が西ベルリン訪問を終えて帰国した直後に病気を理由として退任したが、「実は幽閉された」という噂も流れる。書記長が交代してから両陣営の関係は悪化し、東西ドイツ間でNATO軍とワルシャワ条約機構軍が武力衝突する。一方、オーストラリアでは戦争反対のデモと核施設の廃絶運動が起き、一度は停戦協定が結ばれるも、ついに全面核戦争が勃発してしまう。
リベリオン（2002年）
第三次世界大戦終結後に建国された都市国家・リブリアが舞台。主人公が使う戦闘術ガン＝カタも、第三次世界大戦までの戦闘データからの統計を利用しているという設定がなされている。
真・女立喰師列伝（2007年）
2044年、世界を二分する形で「三年戦争」（第二次統合戦争）と呼ばれる大規模戦争が勃発する。終戦は2047年。参戦国の詳細などは不明だが、最終段階で軌道周回国家・日本の地上遠征軍による介入が行われている。この戦争により地球上のあらゆる文明が滅亡する。
アイアン・スカイ（2012年）
2018年、多国籍宇宙連合軍の攻撃によって破壊された月面ナチスの基地から発見されたヘリウム3の所有権を巡り、全世界規模の全面核戦争が勃発。各国が放ったICBMによって地球人類は滅亡し、ナチス基地の生存者のみが生き残る。

TENET テネット（2020年）
2008年以降の未来にて第三次世界大戦が勃発。核兵器に代わって時を逆行する兵器が使用され、影響は時を遡った現在にも波及する。

### アニメ
未来戦争（1967年）
『トムとジェリーの短篇集』より。2565年の未来都市に住まう猫と鼠の争いは、最終的に高性能爆弾の誤爆に発展し文明が崩壊する。前述のアインシュタインの発言を風刺した内容になっている。
未来少年コナン（1978年）
2008年7月、第三次世界大戦「大変動」が勃発。核兵器を遥かに上回る威力を持つ「超磁力兵器」の投入により、人類の大半が死滅。地球の五大陸のほぼ全域が海中へ水没し、文明は崩壊する。
原作小説の『残された人々』は冷戦をモチーフにしているが、子供向けアニメとして制作された事情から設定に差異が多い。
百獣王ゴライオン（1981年 - 1982年）
1999年、東西陣営による第三次世界大戦が勃発。双方の核ミサイル攻撃によって地球上の文明は滅亡する。
FUTURE WAR 198X年（1982年）
ソ連の原潜によるアメリカの科学者の拉致、ソ連の新型戦闘機の西ドイツへの亡命などを引き金に、198X年に第三次世界大戦が勃発。ワルシャワ条約機構軍の西ドイツへの侵攻を発端として、中東での東西両軍の武力衝突やソ連軍による日本への攻撃が発生。東西ドイツ国境でNATO軍が戦術核を使用したことを受け、東西双方が発射したICBMやSLBMが各国の主要都市へ降り注ぐことになる。その後、ソ連のタカ派指導者が射殺された事で戦争は終結へと向かい、最後に放たれたソ連の第2波ICBMもアメリカの有人戦闘衛星によって撃墜される。
マクロスシリーズ（1982年 - ）
1999年7月17日に宇宙から落下した異星人の戦艦の存在から、宇宙で発生している星間戦争に対する地球規模の防衛機構が必要と判断され、2000年6月に国連主導下で地球上全ての国家・体制を解体し、惑星統一政体を発足させる地球統合政府作成案が公表される。これを受けて急激な変化とオーバーテクノロジーの独占に反対する反統合勢力が世界中で決起し、2000年7月に中東で発生した紛争を口火に、地球各地および宇宙空間を戦場とする「統合戦争」が勃発する。反統合同盟と2001年1月に発足した地球統合政府は双方ともに反応兵器（核爆弾）を使用。統合政府の勝利によって2007年1月に終戦を迎えるが、その後も2008年の「マヤン島事変」のような局地戦が発生する。
未来警察ウラシマン（1983年）
1983年から2050年にタイムスリップしてきた主人公が、第三次世界大戦後に建造された「ネオトキオ」と呼ばれるメガロポリスで犯罪組織「ネクライム」と対峙する。ネオトキオの郊外には荒廃した大地が広がっている。
超時空騎団サザンクロス（1984年）
21世紀末に大規模な核戦争が勃発。これによって地球での生物の生存は不可能となり、人類は火星や木星を経て太陽系外への植民を開始する。
メガゾーン23（1985年 - 1989年）
2331年以前に、多数の核兵器などが使用された「最終戦争」が勃発。この戦争などを原因として地球で環境破壊や生態系の崩壊などが生じたことから、都市宇宙船を用いた地球からの人類の一時排除を伴う、地球連邦政府主導による「地球再生計画」が2331年に開始される。
ガルフォース（1986年 - 1997年）
月面から発掘された異星人の宇宙船から回収されたプラズマ兵器のデータの奪い合いを発端として、2085年に東西陣営による第三次世界大戦が勃発し、同年中に終結。核兵器を越える威力を持つ「S.V.E.弾頭」や、宇宙船内のデータを基に作られた殺戮機械兵団「M.M.E」などが投入され、世界中の都市が壊滅する。戦後には生き残った人類と大戦中に反乱を起こしたM.M.Eの間で戦闘が始まったが、東西陣営間の軋轢もいまだ存在している。
トップをねらえ!（1988年 - 1989年）
前年の「バニシング事件」によって日米関係が冷え込む中、米軍による日本国ハワイ県真珠湾への奇襲攻撃を発端として、2008年に「第二次日米戦争」が勃発し、同時に世界各地で局地戦が発生。マシーン兵器の投入によって第二次日米戦争は2012年に日本の勝利に終わり、翌2013年に日本主導の地球帝国が建国されたことにより、戦乱は終結する。
新世紀エヴァンゲリオン（1995年 - 2021年）
2000年9月13日に発生したセカンドインパクトによる混乱の影響で、同月15日に印パ国境で発生した武力衝突を皮切りに、世界各地で同時多発的に紛争が勃発。9月20日には新型爆弾の投下によって東京が壊滅している。その後、2001年2月14日に調印されたバレンタイン休戦臨時条約によって戦闘は終結する。これによる犠牲者は世界人口の半分に達している。
機動戦士ガンダムSEEDシリーズ（2002年 - ）
西暦末期、民族および宗教紛争や不況、石油の枯渇や環境汚染などを原因として第三次世界大戦が勃発。この大戦によって国家の統合・再編による世界のブロック化が行われたことから「再構築戦争」とも呼ばれる。終戦後、中央アジア戦線で「最後の核」が使用された終戦の8年前を元年として、国連によって新紀年法「コズミック・イラ」が制定される。
アドベンチャー・タイム（2010年 - 2018年）
本編の1,000年前に「マッシュルーム戦争」と呼ばれる全世界的な核戦争が勃発する。この際に使用された「マッシュルーム爆弾」の影響によって誕生した魔物によって、現代から連なる文明とほとんどの人類は滅亡。その後、魔法が復活する。
AKB0048（2012年 - 2013年）
惑星間航行技術を巡り、21世紀初頭に世界大戦が勃発。戦闘によって地球の生態系が大ダメージを被ったため、人類は地球外への脱出を余儀なくされ、新たに「星歴」という紀年法が制定される。
サンダーバード ARE GO（2015年 - 2020年）
2040年に「地球戦争」と呼ばれる全面戦争が勃発。詳細は不明だが衛星軌道を含む地球全域が戦場となり、この戦争の影響によって原子力技術は衰退する。
小さな黙示録（2022年）
ゾンビの大量発生が世界中でパニックを巻き起こす中、自暴自棄になった米ロなどの各国の指導者によって、大量の弾道ミサイルが投じられる全面戦争が始められる。この戦争によって地球は消滅する。

### 漫画
来るべき世界（1951年、手塚治虫作）
両国の原子力委員の不仲を原因として、スター国とウラン連邦の2大国の間で全面戦争が勃発。戦闘はスター国による北氷洋上への核攻撃を皮切りに世界各地で行われるが、新生物「フウムーン」の戦闘への介入と、超新星爆発によって生じた暗黒ガス雲の地球への接近を受け、戦闘は終息する。
UTOPIA 最後の世界大戦（1953年、藤子不二雄作）
A国とS連邦の間で第三次世界大戦が勃発。戦闘は20XX年まで続き、首都へ侵攻されるまでに追いつめられたS連邦がA国首都に新兵器「氷素爆弾」を投下したことによって、地球の半分が凍り付いてしまう。
世界を滅ぼす男（1954年、手塚治虫作）
パン・アジア連合と欧米連合との間で全面戦争が勃発し、10年以上戦闘が続いている。日本もアジア連合軍に参加しており、都市部に度重なる空襲を受けている。
ナンバー7（1961年 - 1963年、手塚治虫作）
20世紀後半に、Y国による水爆ミサイルの発射を発端として、世界規模の水爆戦争が勃発。地球環境はほとんどの人間が生存不可能なほどに汚染され、わずかな生存者は軌道上の空中島で暮らすことになる。その後、多くの宇宙人が無人となった地球の侵略を開始する。
サイボーグ009（1964年 - 未完、石ノ森章太郎作）
19××年5月、A国とC国が第三次世界大戦に突入。全面核戦争の末に地球上の生物の3分の2が死滅する。2222年、放射能によって変異した生物たちに脅かされながら生き残っていた人類は、タイム・マシンで過去に移民する「プログラムE」を推し進める。当初、20世紀後半が予定されていた移民先はタイム・マシンの性能向上によって100万年前へと変更され、未来人が人類の祖先となる。
火の鳥 未来編（1967年 - 1968年、手塚治虫作）
3404年、メガロポリス・ヤマトとメガロポリス・レングードそれぞれを支配する電子頭脳の対立によって、両メガロポリスの間で戦争が勃発。開戦直後に互いのスパイがしかけた超水爆によってヤマトとレングードは壊滅し、その他3つすべてのメガロポリスも経緯は不明ながら同時に核爆発を起こす。これによりほばすべての地球人は滅亡する。なお、これ以前にも21世紀から25世紀にかけて幾度か核戦争が勃発しているが、それが世界大戦規模のものだったかは語られていない。
二人は空気の底に（1970年、手塚治虫作）
19XX年、複数の大国による全面核戦争が勃発。戦闘は1時間ほどで終結したが、核ミサイルの起爆によって生じたプラトニウム灰によって全人類は死滅し、万国博覧会に展示されていた宇宙旅行用ユニット・カプセル内にいた乳児2人のみが生き残る。
精霊狩り（1971年 - 1974年、萩尾望都作）
1973年か1974年に第三次世界大戦が勃発したとされている。約1200年後の世界の登場人物が発見した記録から判明。勃発の経緯については触れられていない。
時の行者（1976年 - 1979年、横山光輝作）
未来世界、かつて勃発した戦争によってほとんどの人間は死に絶えたが、破壊を免れた自動兵器によって戦争は継続されている。また、この戦争によるものかは不明だが、世界中が不毛の砂漠と化している。
カンビュセスの籤（1977年、藤子・F・不二雄作）
作中年代の約23万年前に「終末戦争」が勃発。戦禍によって地球全域が徹底的な破壊と放射能汚染に見舞われ、シェルター内で1万年間の人工冬眠に入ったごくわずかな人々のみが生き残る。
最終戦争シリーズ（1977年 - 、山田ミネコ作）
米ソ非侵略条約締結直後の2296年10月10日午前0時、東西両連合国による直接原因不明の「最終戦争」が勃発。地核変動兵器「メビュース」による無差別攻撃によって大陸の形が大きく変わるほどの地震・津波・洪水が生じたほか、破壊された原子力発電所や細菌研究所などからの汚染の広がりもあり、ほぼすべての人類が死滅。戦後に残存したのは20箇所の都市のみとなる。
AKIRA（1982年 - 1990年、大友克洋作）
1982年（アニメ映画版では1988年）、東京での人型兵器「アキラ」の大覚醒による大爆発が引き金となり、第三次世界大戦が勃発。これによって東京を始めとする世界各地の都市が破壊され、戦後、東京は東京湾上に新市街となる「ネオ東京」が築かれる形で復興される。
ある日……（1982年、藤子・F・不二雄作）
1977年以降のある日、唐突に核戦争が勃発し、日本における小市民の日常生活は消滅する。
風が吹くとき（1982年、レイモンド・ブリッグズ作）
1980年代頃、東西陣営間の情勢の急迫を経て戦争が勃発し、当事国の1つとなったイギリスにも核弾頭ミサイルが飛来。着弾した都市はもちろん、そこから離れた片田舎にも放射線による被害がおよぶ。
風の谷のナウシカ（1982年 - 1994年、宮崎駿作）
産業革命から1,000年以上後、高度に発達した巨大産業文明による「火の7日間」と呼ばれる最終戦争が勃発する。その技術体系が生んだ巨神兵などの兵器が戦闘に投入され、都市群は有毒物質をまき散らして崩壊。ほとんどの地表は不毛の地と化し、複雑化していた技術体系も戦闘によって失われ、人類は絶滅寸前まで追いやられる。物語の本編はその約1,000年後という設定。
Vフォー・ヴェンデッタ（1982年 - 1989年、アラン・ムーア原作・デヴィッド・ロイド作画）
1997年、過去に生じた第三次世界大戦によってかつてのアメリカが事実上崩壊し、独裁国家となったイギリスが舞台。
北斗の拳（1983年 - 1988年、武論尊原作・原哲夫作画）
199X年、世界規模の核戦争によって人類の大半が死滅する。戦後、文明社会は完全に崩壊し、法や秩序が通用しない弱肉強食の世界になっている。貨幣は用をなさず、ガソリンや銃などが貴重品として扱われる。
漂流幹線000（1983年 - 1984年、松本零士作）
人類の闘争本能指針が第二次大戦以来最大となった1998年に第三次世界大戦が勃発。反転電磁界爆弾などの大量破壊兵器の使用によって全世界が壊滅し、終戦後の8月には人類は南太平洋の島々とアマゾン源流付近に僅かな生存者を残すのみとなる。ただし、これは作中（1983年）から複数分岐している未来の1つでの出来事とされている。
2001夜物語（1984年 - 1987年、星野之宣作）
22世紀、ヨーロッパ共同会議およびアメリカとユーラシア連邦が対立する中で「南半球戦争」が勃発。これは地球全体の疲弊をもたらすほどの規模のものとなる。
アップルシード / 攻殻機動隊（1985年 - 1989年 / 1989年 - 2003年、士郎正宗作）
1996年2月、ソ連と米国・EC間で第三次核大戦が勃発。多数の核兵器が使用され、戦闘は一瞬で終了する。前年にソ連が中東へ軍事介入し、イスラエルを抑えて地中海へ進攻したことが引き金となっている。また、戦後のアジア諸国とEC米ロ間の経済摩擦を原因として、1999年9月には東京への核攻撃を発端とする第四次非核大戦が勃発しているが、こちらは第三次核大戦とは対照的に長期化し、2024年にアジア諸国の勝利によって終結している。その後も、2125年には第五次非核大戦と総称される紛争群が生じている。
ワンマン・アーミーゲイツ（1987年、小林源文作）
198X年9月20日、NATOとソ連の間で偶発的な第3次世界大戦が勃発。両陣営の全自動反撃システムが24時間に渡って核弾頭ICBMの応酬を繰り返し、中立国に対しても予防攻撃として核兵器が使用される。この核戦争から最終的に生き残った人類は開戦前の20 - 30パーセントに止まったが、その後もパワードスーツや二足歩行機などが用いられる地上戦が続き、33年後に西側の機動歩兵部隊がジグリの最高指揮所で「ソ連最高指導部」と接触したことにより終結する。
OZ（1988年 - 2004年、樹なつみ作）
1990年10月15日、1発の軌道レーザーの攻撃を核攻撃と誤認し、第三次世界大戦が勃発。40分で終結するが、全世界が壊滅状態となる。
第3次世界大戦 WORLD WAR III（1988年、小林源文・上田信ほか作）
1995年7月24日、改革失敗とアメリカの食料政策によって追いつめられたソ連は西ドイツへ侵攻し、NATO軍と全面衝突する。
日本出版社ボム・コミックスより刊行。
望郷戦士（1988年 - 1989年、工藤かずや原作・北崎拓作画）
1988年夏に第三次世界大戦が発生。詳細は明記されていないため不明。この13年後にタイムスリップした主人公たちが東京に向けて旅に出る。
天使の徹甲弾（1989年、松本零士作）
『ザ・コクピット』の一編。21世紀初頭に全世界的な戦争が勃発し、舞台となる2020年には戦争終結が近づいている。作中では「奇妙な戦乱」と形容されているのみで、参戦国などの詳細は語られていない。前線では塹壕戦が行われている。
マジン・サーガ（1990年 - 、永井豪作）
1999年7月、アメリカとECの支援を受けたイスラエルとソ連の支援を受けたアラブ連合軍が中東戦争を戦う中、鋼鉄の鎧に身を包んだ謎の巨人がメギドの丘に突如現れ、巨人の一撃によりアラブ欧米両軍の半数以上が壊滅。この機に乗じて日本アジア連合軍が両軍を攻撃し、戦闘は第3次世界大戦へと拡大する。全世界での核ミサイルの使用により地球環境が再生不可能な大ダメージを受けた後、一部の人類は火星へ移住する。
ザ・ワールド・イズ・マイン（1997年 - 2001年、新井英樹作）
年不明8月19日、「モン・ムーブメント」が世界を席巻する中、米英仏などの各国軍に対して同時多発的に発生したサイバーテロと、それと同時に全米の各都市で発生した核テロにより、制御不能に陥った自動報復システムによる第三次世界大戦が自動的に勃発。アメリカ、イギリス、フランス、ロシア、中国、インド、パキスタンの核ミサイルが発射され、迎撃戦闘システムがサイバーテロによって操作不能に陥っていたことも影響して、世界は滅亡する。
鉄コミュニケイション（1997年 - 1999年、かとうひでお原案・たくま朋正作画）
2025年頃に全世界規模での戦争が勃発。参戦国などの詳細は不明だが、この戦争によって人類はほぼ滅亡する。対人機械歩兵などの戦闘用ロボットが大量に投入されており、多くの個体が戦争後も活動を続けている。
狂四郎2030（1997年 - 2004年、徳弘正也作）
2019年、人口爆発や環境破壊などによる世界的な食糧危機がきっかけとなり、第三次世界大戦が勃発。この戦争で世界人口の約80パーセントが死亡し、アメリカや中国も消滅する。2025年に終結。戦後の文明は大きく後退し、ディストピア的な体制国家が支配している。
セイテン大戦フリーダーバグ（1998年 - 1999年、石川賢作）
中東での紛争のために2035年に発生したエネルギー危機を発端として、2040年に欧米連合とアジア諸国連合の間で第三次世界大戦「斉天大戦」が勃発。中国大陸が戦場となる。
NEEDLESS（2003年 - 2013年、今井神作）
20XX年に第三次世界大戦が勃発。その際に使用された化学兵器の影響によって、東京を始めとする日本各地に「BS（ブラック・スポット）」と呼ばれる汚染区域が生じている。
虫籠のカガステル（2005年 - 2016年、橋本花鳥作）
2095年以前の21世紀末に「大戦」が勃発。これによる戦禍と、終戦後に流行が始まった奇病「カガステル」による被害によってアジア大陸は荒廃し、砂漠化した極東は居住不可能と判断され放棄される。
斉木楠雄のΨ難（2010年 - 2018年、麻生周一作）
2012年、主人公・斉木楠雄の兄・斉木空助が発明したタイムマシンを巡り勃発。開戦から2年後の2014年には世界は壊滅状態となっている。ただし、これは平行世界での出来事なため、本編との直接的な関係性はない。

### 小説
人類補完機構シリーズ（1928年 - 1978年、コードウェイナー・スミス作）
25世紀頃、世界の権力中枢によって安全なゲーム化していた戦争に対し合理的割合制が施行されたことにより、のちに「古代戦争」と呼ばれることになる全世界規模の「現実となった戦争」が勃発。アメリカや第六ドイツ帝国などが参戦し、中国を除くあらゆる国家が解体される結果に終わる。その後、地球のほぼ全域に匍匐植物や人間狩猟機、突然変異を起こし知性を獲得した動物などが蔓延し、人類は都市群に孤立することになる。
最後にして最初の人類（1930年、オラフ・ステープルドン作）
2270年頃、エネルギー資源の枯渇を理由に対立していたアメリカ大陸連邦と中国の2大勢力が、インドの労働者問題への介入を契機に「中国・アメリカ戦争」へ突入。戦端はアメリカの宣戦によって開かれ、通常兵器に加えて精神病を引き起こす「アメリカの狂気」などの生物兵器や毒物も多用される。なお、日本は中国主導のアジア同盟に属し、欧州やアフリカとともに戦地となって荒廃する。開戦から26年後、米中の大企業の継戦への抵抗によって終戦を迎え、終戦後に第一次世界国家が創設される。この戦いはヨーロッパ戦争（第一次世界大戦）、21世紀の「ヨーロッパ・アメリカ戦争」に続く3度目の世界戦争となる。
超生命ヴァイトン（1939年、エリック・フランク・ラッセル作）
2012年6月、エネルギー生物「ヴァイトン」の影響下に置かれたアジア連合が、アメリカへの爆撃とフィリピン侵攻を行ったことで全世界規模の戦争が勃発する。9月までにアメリカ西海岸に拠点を築いたアジア連合軍は、続いてインドを経て中東への西進を開始し、その後ヨーロッパも戦闘に参加。核兵器の使用は限定的なものに止まる。これと平行して対ヴァイトン戦を行っていたアメリカが偏光波発射装置でヴァイトンを撃退し始めたことで、戦闘は終結に向かう。
われはロボット（1940年 - 1950年、アイザック・アシモフ作）
1982年に「最後の世界大戦」が終結。具体的な戦闘の内容は不明だが、これによって国家主義が終焉を迎え、戦後には国家が「地区」へと統合され始める。
スラン（1940年、A・E・ヴァン・ヴォークト作）
2090年以降、突然変異による新人類「スラン」の誕生とそれに対するこれまでの人類の抵抗に起因して、「破滅戦争」あるいは「スラン戦争」と呼ばれる全世界規模の戦争が勃発。人類の勝利によって終戦を迎え、スランは戦後数百年に渡って世界政府による迫害を受ける。
地球要塞（1940年 - 1941年、海野十三作）
1970年、大東亜共栄圏・汎米連邦・欧弗同盟の間で第三次世界大戦が勃発。当初は汎米連邦と欧弗同盟が両国間の戦争と擬装して大東亜共栄圏を挟撃する計画だったが、金星人「X大使」の介入により汎米連邦艦隊が欧弗同盟軍を攻撃し、実際に両国間の全面戦争となる。
キャプテン・フューチャー（1940年 - 1951年、エドモンド・ハミルトン作）
2015年以前に世界大戦が勃発・終結。戦争自体の詳細は不明だが、終戦後に太陽系政府が設立されている。
明日をこえて（1941年、ロバート・A・ハインライン作）
20世紀後半以降、日本や中国を前身とするパンアジア帝国による、北半球のすべてを相手取っての侵略戦争が勃発。インド併合、第五列を活用しての民主主義体制の破壊によってなされたヨーロッパ諸国への攻撃などに続き、北極周りでアメリカ本土への侵攻が開始される。ワシントンの壊滅による政府機構の崩壊を経て、アメリカは「西方領土」としてパンアジア帝国の支配下に置かれ、存在を察知されなかった国防省の緊急研究所「シタデル」のみが密かな抵抗を継続する。
未知の地平線（1942年、ロバート・A・ハインライン作）
1970年にネオナショナリズムに起因する核戦争が勃発。戦後、遺伝子選択技術の成熟を背景に、闘争本能をもたらす優性遺伝子群を除去する国際的な遺伝法規が定められた後、この遺伝法規に従わなかった北西同盟が「第一次遺伝子戦争」を、遺伝子選択によって超人種を産み出した大汗帝国が「第二次遺伝子戦争」を23世紀までの間に引き起こしており、これらの遺伝子戦争は全世界を巻き込み戦われている。
火星年代記（1946年 - 1950年、レイ・ブラッドベリ作）
2005年11月（改訂版では2036年11月）、地球で全面戦争が勃発。核爆発によってオーストラリア大陸は粉砕される。その後、地球環境は荒廃したようだが、2026年（改訂版では2057年）時点でも戦闘は未だに続いている。
雷鳴と薔薇（1947年、シオドア・スタージョン作）
1950年代以降、アメリカに対して「敵国」が攻撃を加える形で全面核戦争が勃発。530発に達する原水爆の投下を受けた米本土では、ほぼすべての都市が壊滅する。攻撃を経て、1年以内に放射能汚染が地球全域へ拡散することが予測される中、アメリカ側は実行すれば地球上の全生命の滅亡に至るであろう報復核攻撃を思い止まる。
非Aの世界（1948年、A・E・ヴァン・ヴォークト作）
2560年以前に第三次世界大戦が勃発しているが、詳細は描写されていない。
猿とエッセンス（1948年、オルダス・ハクスリー作）
2000年代頃に、資本主義と共産主義の2陣営の対立を原因とする第三次世界大戦が勃発。両陣営によって核兵器や伝染病菌、心理戦術などが世界中で使用され、戦略的価値がないと見なされ攻撃を免れたニュージーランドと赤道アフリカ一帯を除く全世界が壊滅・汚染される。戦後、アメリカ南部はベリアルを崇拝する宗教的な社会へと退行する。
1984年（1949年、ジョージ・オーウェル作）
1950年代に勃発した核戦争を経て、世界はオセアニア、ユーラシア、イースタシアの3大全体主義国家によって分割統治される。それぞれの国は階級社会の崩壊を防ぐため半永久的な領土紛争を続けており、市民は徹底的な監視社会に置かれている。
パラドックス・メン（1949年、チャールズ・L・ハーネス作）
2177年7月21日、アメリカ帝国と東方連邦の間で全面戦争が勃発する。戦端は宣戦布告直後に東方連邦が行ったミサイルによる先制攻撃によって開かれ、これにより帝国宮殿は蒸発。その後は双方が無制限の報復を行うことになる。
時果つるところ（1950年、エドモンド・ハミルトン作）
20世紀中のある年の6月、アメリカに対する「敵方」の奇襲攻撃によって「原子最終戦争」が勃発。アメリカ中西部の田舎町ミドルタウンは、新開発の「超原子爆弾」を弾頭とするミサイルが上空で起爆したため、爆発の力によって時空連続体が引き裂かれ遠未来の地球へ飛ばされてしまう。
不死身の独裁者（1950年、フレドリック・ブラウン作）
1979年、アメリカと中国の間で全面戦争「米中戦争」が勃発。緒戦で行われたICBMの応酬によって双方の主要都市は壊滅する。中国軍は一時カリフォルニアへの上陸に成功するが、その後は米本土から追い落とされ、アメリカ優勢の中で1982年春までに終戦を迎える。
最後の共和国（1952年、石川達三作）
1947年から1977年の間に第三次・第四次の2度の世界大戦が勃発。第三次世界大戦は石油問題に起因している。第四次世界大戦は世界各地の都市などに加えて、各国軍までもが崩壊する結末に至る。全世界で同時多発的に生じた和平運動を受けてジュネーブで平和会議が行われ、無条件での終戦が決定されるとともに、1977年に設立される世界連邦共和国の基礎が固めれられる。
人類連合シリーズ（1952年 - 1984年、H・ビーム・パイパー作）
月面を巡る東西陣営間の対立がもたらした国連の解体を経て、1974年に核戦争という形で第三次世界大戦「三十日戦争」が勃発。戦後、国連に代わるものとして地球連邦が設立される。また、2049年から2052年にかけては惑星間戦争として第四次世界大戦も戦われ、この大戦の結果、地球連邦の主導的立場はそれまでの北半球から南半球の諸国へと移る。
脳波（1953年、ポール・アンダースン作）
20世紀、それまで神経系の働きを抑制していた力場から離れたことによる地球上の全生命の知能増大が引き起こした混乱の中、アメリカの支援を受けつつ革命を目指す叛乱軍によって内戦状態に陥ったソ連が、核弾頭を搭載した大陸間原子ロケットによってアメリカを攻撃する。4発のロケットが着弾したニューヨークをはじめとする諸都市は、あらかじめ設置されていた電磁遮壁により被害をほぼ受けずに終わる。
地球防衛軍（1953年、フィリップ・K・ディック作）
米ソの間で全面戦争が勃発。緒戦で核兵器が使用された後、両陣営とも地上での戦闘はロボットの手に委ね、人間は放射能汚染が届かない地下シェルターで武器の製造に専念する形を取る。そのため、双方のロボットは実際の戦闘を停止し、戦争が続いているかのような虚報を地下に8年間送り続けることになる。
変種第二号（1953年、フィリップ・K・ディック作）
アメリカを中心とする国連軍とソ連の間で全面戦争が勃発。戦端はソ連による北アメリカへの攻撃によって開かれ、ヨーロッパも壊滅。アメリカは爆撃機によるソ連本土への報復を行うとともに政府を「月基地」へ移動させる。開戦から6年後、国連軍のロボット兵器「クロー」の変種がソ連軍を襲撃したことを受け、ソ連側から国連軍へ討議の開始が申し込まれる。
奇妙な関係（1953年 - 1959年、フィリップ・ホセ・ファーマー作）
構成短編の1作『息子』にて、アメリカとロシア語を公用語とする「敵国」との間で勃発した戦争が描かれる。開戦時、敵国は宣戦布告をせぬまま、完全自動潜水艦による太平洋上の民間船舶への襲撃をはじめとする先制攻撃を実行する。
ロト（1953年、ウォード・ムーア作）
アメリカと「敵」の間で核戦争が勃発。アメリカは敵への侵攻を進める一方で、ロサンゼルスやピッツバーグなどの本土の各都市に核攻撃を受ける。
映画『性本能と原爆戦』の原作。
蠅の王（1954年、ウィリアム・ゴールディング作）
核兵器の使用を伴う全世界規模での戦争が勃発。イギリス本土に対して原子爆弾が使用されたため飛行機で疎開を行った少年たちが、何らかの原因によって墜落し太平洋上の無人島に不時着する。イギリスの他には敵として「赤軍」が参戦しており、太平洋上でも空中戦が行われている。
薄明の朝食（1954年、フィリップ・K・ディック作）
1972年、米ソの間で全面戦争が勃発。戦闘は朝鮮半島からアジアやヨーロッパへと広がり、1978年にはソ連が北米への攻撃を開始。核弾頭などを備えたロボット操作ミサイル（ロム）による空爆や、特殊部隊の浸透などがなされる。
第3次大戦後のアメリカ大陸（1954年、アルジス・バドリス作）
20世紀中に第三次大戦が勃発し、同時期に疫病も大々的に流行する。アメリカでは文明が崩壊し、人口がかつての約0.5割まで減少するほどの被害が生じる。災厄の発生からおよそ20年が経過した頃には生存者による復興が進み、かつての各都市にて国家を標榜する武装した共同体が立ち上がる。
邦題には「第三次大戦」を冠しているが、作中では戦火についてはわずかにほのめかされる程度しか触れられず、主に疫病による荒廃が描写されている。
さなぎ（1955年、ジョン・ウィンダム作）
作中年代の数千年前に「試練」が発生。これによって多くの土地は汚染された「悪地」となり、多数の生物に偏倚が起こるようになる。人類のほとんどは一度は未開野蛮な状態まで後退する。
クリスマス・イブ（1955年、C・M・コーンブルース作）
1962年、アメリカなどとソ連・中国の間で全面戦争が勃発。過去20年の間に欧州各国はソ連に占領されており、アメリカも大陸間弾道弾による攻撃に曝されるとともに、アゾレス海で艦隊が全滅したためソ連・中国陸上部隊の本土上陸を許し、1965年4月17日に両国に対し降伏。その後、アメリカは「北アメリカ人民民主共和国」としてソ連軍政府による占領下に置かれるが、同年12月24日にアメリカ内の反逆者が秘匿されていた爆撃用人工衛星を用いて、ソ中に北アメリカからの占領軍の撤退を要求する。
偶然世界（1955年、フィリップ・K・ディック作）
1953年から2043年の間に、米ソなどを参戦国とする核戦争「最終戦争」が勃発。アメリカ本土はリバーモアなどの各地に核ミサイル攻撃を受ける。戦後、爆心地の近隣では放射能が人間の突然変異を促し、テレパスの誕生に繋がる。
長い明日（1955年、リイ・ブラケット作）
20世紀後半にアメリカと「敵」との間で全世界規模の核戦争「大破壊」が勃発。最終的にはアメリカが勝利するが、その過程でアメリカ側も複数の大都市に核爆撃を受ける。戦後、アメリカでは都市や高度な科学技術が放棄され、文明は西部開拓時代程度まで後退する。
いたずらの問題（1956年、フィリップ・K・ディック作）
20世紀後半に全世界規模の戦争が勃発し、1972年に終結。兵器として用いられた各種の毒物や致死物質によって土壌は汚染され、アメリカでは西部の畜産地帯が壊滅し、北海道のように再建が不可能な地域も残る。戦後、ジュール・ストレイター大佐が指導する道徳再生運動（モレク）が各地で行われ、22世紀初頭のモレク社会の源流となる。
ジョーンズの世界（1956年、フィリップ・K・ディック作）
20世紀後半に米ソの間で核兵器を用いた全世界規模の戦争が勃発。1977年にはすでに開戦しており、1994年に終戦を迎える。米本土でも水爆が使用されており、その結果として多くの亜人類や変種人類、畸人が生まれることになる。
家畜人ヤプー（1956年 - 1999年、沼正三作）
1978年、ソ連・中国・中南米・アラブからなる共産圏とアメリカの間で第三次世界大戦が勃発。アメリカによる人工衛星と月面基地からの超水爆「α爆弾」による殲滅的奇襲攻撃により共産圏は1日で壊滅するが、ソ連の自動報復装置によりシカゴへ放たれた細菌弾頭から「ω熱」の世界的流行が発生。白人にのみ致死的な症状を引き起こすω熱により、欧米の白人社会も壊滅的な打撃を被る。
21世紀潜水艦（1956年、フランク・ハーバート作）
21世紀前半、米英などと東方陣営の間で全面的な戦争が勃発。16年間の戦争の間に核兵器によって英国諸島は破壊されている。アメリカでは石油が枯渇しつつあり、東方陣営の大陸棚にある貯蔵所に対して潜水曳航艦による石油の略奪が行われている。
夏への扉（1956年、ロバート・A・ハインライン作）
1960年代半ばに「六週間戦争」が起こり、アメリカでは東海岸の主要都市が核攻撃を受けて内陸のデンヴァーが首都になる。勝敗は不明だが、共産主義は戦後衰退する。戦時中に冷凍睡眠などの新技術が実用化される。
人間の道（1956年、ロバート・ブロック作）
作中年代の約30年前、ソ連による先制攻撃によって米ソなどが参戦国となる核戦争が勃発。これによって全世界の社会体制は崩壊し、戦禍に加え放射能や疫病によって人類の総人口は200 - 300万人まで減少する。戦後の復興においては、地底へと避難していた人々のうち、各地に残存していたSFファンダムの組織が中心的な役割を担う。
虎よ、虎よ!（1956年、アルフレッド・ベスター作）
20世紀末に「原子戦争」が勃発。その後、21世紀には再び「世界復興戦争」という戦争が勃発している。これらの戦争によってローマは2度に渡って破壊されている。
アンドロメダ星雲 / 丑の刻（1957年 / 1968年、イワン・エフレーモフ作）
21世紀頃、西洋と東洋を戦場とする「大戦」が勃発。戦闘には核兵器やUBT爆弾といった兵器が投じられる。この大戦は資本主義文明の崩壊とともに「世界分離時代」末期の出来事として位置付けられ、戦後には「世界再統合時代」が訪れる。
渚にて（1957年、ネヴィル・シュート作）
1964年に第三次世界大戦が勃発。イスラエルとアラブ諸国との戦争を前段として、不凍港を欲したソ連が上海占領のために中国全土を核攻撃し、同時に行われたエジプトやアルバニアなどによる西側諸国への爆撃をソ連によるものと誤認した西側諸国がソ連を核攻撃したことで始まる。戦闘は、ソ連と中国およびNATOとソ連の間でコバルト爆弾などを用いた全面核戦争へと拡大し、37日で終結するが、これによって生じた放射能汚染で北半球は全滅し、残された南半球も徐々に放射能に汚染されていく。
リメイクテレビ映画『エンド・オブ・ザ・ワールド』（2000年）では、台湾侵攻がきっかけとなりアメリカが核ミサイルを発射し、第三次世界大戦が勃発する。ただしこちらでは開戦日時は明示されていない。
アンドロイド（1958年、エドマンド・クーパー作）
1967年12月26日、米英とアジア諸国の間で核戦争「九日間のトランキライザー」が勃発する。戦後も疫病や飢饉が10年間に渡って世界中で発生し、工業国の人口は著しく減少。これによる人手不足を補うためにロボットの実用化が押し進められたほか、国家の概念も放棄される。
不死販売株式会社（1958年、ロバート・シェクリイ作）
1970年代頃、小惑星帯の領有権を巡りアメリカとソ連あるいは中国との間で戦争が勃発。戦闘は短期間で終結する。
銀河は砂粒のごとく（1959年、ブライアン・W・オールディス作）
21世紀前半、60年間続いた冷戦から移行する形で、アメリカと中国などによる世界戦争が勃発。当初は月面での戦いが主になると見られていたが、実際には地球上でコバルト弾頭が使用されるに至る。その後、戦争は参戦諸国の協力関係を変えながら断続的に4,000年に渡って続き、黒人種が人種戦争に勝利する形で終結する。
宇宙の戦士（1959年、ロバート・A・ハインライン作）
1987年に露英米連合と中国ヘゲモニーの間で全面戦争が勃発。戦後に現在の民主主義は崩壊する。その後、復員軍人たちの手によって地球連邦が建国され、兵役経験者のみが市民権を持つ新たな政治体制が確立される。
生き残る（1959年、リチャード・フォスター作）
各国の核ミサイルによる核抑止体制が確立されてから数年後、アメリカとソ連・中国の間で核戦争が勃発する。アメリカではワシントンとニューヨーク、ソ連ではモスクワとレニングラード、中国では北京が核攻撃により壊滅した後、開戦から2時間で和平が結ばれる。7発以上の水爆ミサイルが着弾したニューヨークでは、ニューヨーク市地下鉄の駅などに退避した市民たちがいくつかのコミュニティを築き、救助されるまでの1ヶ月近く地下で避難生活を送る。
黙示録3174年（1959年、ウォルター・M・ミラー・ジュニア作）
20世紀に全面核戦争「火焔異変」（第三次世界大戦）が勃発する。戦闘は数日から数週間で終結。戦後、知識人を大戦の原因とし、彼らを殺戮する「単純化運動」が行われる中、カトリック教会へ逃げ込んだ技術者が教皇より密命を受け、ユタ州付近の砂漠にリーボウィッツ修道院を創始し、人類の知識を「大記録」として隠して密かに保存する。3174年頃から「大記録」による文明の復興が始まるが、文明がかつての水準以上にまで回復した3781年に再び核戦争が勃発。ニュー・バチカンは、ケンタウルス座アルファの植民地に「大記録」のコピーと聖職者の一団を載せた星船を送り、第2の出エジプトへと旅立たせる。
レベル・セブン（1959年、モルデカイ・ロシュワルト作）
「わが国」に対して「敵の国」の技術的過失によって水爆ロケットによる攻撃が行われたことを受け、「わが国」が自動的に2,000発の水爆ロケットによる報復攻撃を実行。その後も約3時間に渡って報復の応酬が行われる全面核戦争へと発展する。これによって中立国を含む全世界が放射能に汚染される。
ヴァルカンの鉄鎚（1960年、フィリップ・K・ディック作）
1970年頃に世界規模の「第一次核戦争」が勃発し、1992年に終結。同年のうちに世界連邦の創設による世界秩序の再構築が始まり、翌1993年には重要政策の決定を超高性能コンピュータ「ヴァルカン三号」に委ねる「リスボン法」が制定される。
最終戦争の目撃者（1960年、アルフレッド・コッペル作）
1970年代前半、米ロの間で第三次世界大戦が勃発。戦端はロシアによって開かれ、緒戦では互いの本土にむけて核や細菌兵器を収めた大陸間弾道弾を撃ち合うが、その後、ロシア側は報復攻撃によってミサイル基地を破壊されたため、爆撃機による片道攻撃に切り替えている。日本では、東京は核攻撃を受けて消滅し、北日本はロシアに占領される。開戦から2年後に、米臨時政府に対するロシア側の降伏によって戦争は終結。その間に、ロシアの弱体化の隙をつく形で中国がシベリアを占拠している。
たそがれの地球（1961年、ポール・アンダースン作）
アメリカとアジアの間で第三次世界大戦が勃発する。核兵器や生物兵器などが使用され、双方の陣営に挟まれたヨーロッパは完全に壊滅。参戦国のほかロシアなども大きな打撃を被る。両陣営ともに政府・社会組織の崩壊によって継戦能力を失ったことで戦闘は終息。戦後、アメリカでは放射能汚染によるミュータントが発生し始める。
光の塔（1961年 - 1962年、今日泊亜蘭作）
1985年から2012年の間（昭和からの改元後）に、アメリカとソ連・中国の間で核兵器が用いられた第三次世界大戦が勃発。日本も参戦したとされるが、どちらの陣営についたのかは語られていない。2012年の直後には日本、アラブ聯合、ドイツの主導による第四次世界大戦も勃発。世界総人口の半数が死亡し、生き残ったほとんどの人々も放射能障害を発することになる。その後、25世紀以前に惑星の領有権を巡る第五次世界大戦も行われ、この際に地球環境が崩壊する。ただし、22世紀を舞台とする続編『我が月は緑』では、第四次世界大戦が勃発した描写は見られない。
宇宙英雄ペリー・ローダン（1961年 - 、K・H・シェール・クラーク・ダールトンほか作）
1971年夏、ペリー・ローダンの指揮下で「第三勢力」を名乗り離反した西ブロックの月着陸船「スターダスト」がゴビ砂漠に着陸したことを受け、これを謀略と捉えたアジア連合が西ブロックへ全面的な核攻撃を開始。攻撃を察知した西ブロックも報復核攻撃に踏み切り、東ブロックも呼応してスターダストへ核ミサイルを発射する。しかし、月面で接触した異星種族「アルコン人」の技術的支援を受けていたスターダストによって、核ミサイルは起爆を止められ、出撃した爆撃機や艦隊も機能を喪失させられる。結果、この戦争は被害がほぼ無いまま終わり、以後3陣営はスターダストを共通の脅威と認識し協調路線を取る。
異星の客（1961年、ロバート・A・ハインライン作）
作中年代の約20年前に、地球上の問題を原因とする第三次世界大戦が勃発。この影響を受けて、2度目の火星探検は1度目から四半世紀のブランクを経ることになる。
コップ一杯の戦争（1962年、小松左京作）
ソ連によるアラスカおよびカナダへの核ミサイルを用いた不意打ちを発端として、米ソ間の全面核戦争が勃発。互いの主要都市や西欧の米軍基地などが核ミサイルによる報復の対象となった結果、両国による戦争終結の申し入れまでの約40分の間にユーラシア大陸と北米大陸の全土が壊滅するが、日本は被害を免れる。
鋼の荒野（1962年、ヘルベルト・W・フランケ作）
東西陣営間の核戦争という形で第三次世界大戦が勃発。放射能汚染が少ない形式の核兵器が用いられるが、直撃弾を受けたアメリカやヨーロッパの諸都市は汚染区域から市街地を移転させての復興を余儀なくされる。戦後、ヨーロッパ連合の国際的影響力は貧困の中で低下する。
明日を越える旅（1962年、ロバート・シェクリイ作）
21世紀、半自動化されていた米本土のミサイル基地の一部が、外交官を乗せてソ連からの帰路についていたジェット機をソ連軍機と誤認・攻撃したことで「大戦」が勃発。ジェット機を敵機と誤認したままの基地と友軍機だと正しく判断した基地がミサイルを撃ち合い、これが敵軍が米本土に上陸したというさらなる誤認を呼び、最終的に全世界を巻き込む核戦争へと発展する。この大戦により、アメリカやヨーロッパ、アジアの「旧世界」の文明は滅亡する。
宇宙年代記シリーズ（1962年 - 1986年、光瀬龍作）
1998年以後の20世紀末に、米ソの2大勢力の経済支配圏の衝突に起因する第三次大戦が勃発。地球上の各地で無数の戦闘が独立して進行する「全面局地戦争」と形容される状態が20年間に渡って続き、21世紀前半に終戦を迎えたのちも10年間は散発的な戦闘がたびたび発生している。この戦争を経ての米ソの衰えが、後のアジア同盟と全アフリカ連合の台頭に繋がる。なお、開戦前の1998年に非武装中立を宣言した月を初めとする地球外の植民都市は、第三次大戦から23世紀に勃発する「第二次統合戦争」以前までの地球上での大規模戦争には関与せずに宇宙開発を推進している。
最後の障壁（1963年、ポール・アンダースン作）
2010年代以前に第三次大戦「第二次熱核戦争」が勃発。終戦後にも放射性降下物や疫病により死者数の増加は止まらず、一時は無政府状態に陥る。復興後、アメリカは全世界の兵器開発・運用を制約する「保護政策機構」を設立し平和の維持を図る。
銀河の間隙より（1963年、ランドル・ギャレット作）
21世紀以降に全面戦争「大殺戮（ホロコースト）」が勃発。終戦後には世界連邦政府が設立され、戦時中に太陽爆弾で破壊されたマンハッタン島に首都となるガヴァメント・シティが築かれる。
タイタンのゲーム・プレーヤー（1963年、フィリップ・K・ディック作）
21世紀前半、ソ連や東ドイツの支援を受けた中国とアメリカの間で地球全域を巻き込んだ「大戦」が勃発。この際に中国の軍事衛星から発射された「ヒンケル放射線」の作用によって、人類の出生率が著しく低下する。
パーキー・パットの日々（1963年、フィリップ・K・ディック作）
1963年以降に水爆戦争が勃発し、荒廃と汚染を被ったアメリカでは「まぐれ穴」と呼ばれる公共シェルターに避難した人々が生き延びる。戦後、地球で生じた戦火を察知した火星生物の宇宙船によって、生存者たちへ食糧などの援助物資が投下されるようになる。
実録第三次世界大戦（1963年、真樹日佐夫作）
1968年7月18日、アメリカの実験用ロケットをソ連がミサイルと誤認したことにより、第三次世界大戦が勃発。ソ連の水爆弾頭ICBM、IRBMによってアメリカや日本の各都市が攻撃されるが、ソ連ミサイル基地に対するポラリス潜水艦の攻撃によってソ連も継戦能力を失い、戦闘は終息する。
『少年ブック』昭和38年7月号に掲載。
勝利（1963年、フィリップ・ワイリー作）
197X年7月末、ソ連および中国の「義勇軍」によるユーゴスラビア侵入を発端として第三次世界大戦が勃発。核弾頭ICBMによるソ連からアメリカへの先制攻撃によって米本土は全滅するが、ソ連にも生き残ったミサイル基地および爆撃機による核報復が行われる。また、同時に中国によるヨーロッパへの攻撃も行われるが、中国もその後壊滅する。その後、太平洋と大西洋に敷設された核機雷によって米国は定期的に放射能汚染に見舞われることになる。
子供の消えた惑星（1964年、ブライアン・W・オールディス作）
1981年に生じた放射能異変「変事」によってヒトをはじめとする動物が超長期的な不妊状態に陥ったことを契機に、1999年に世界的な戦争が勃発。若者世代を顧客とする産業の消滅に起因する経済戦争であると同時に、奇形かつわずかながらも産まれてくる新生児の奪い合いというより直接的な側面も併せ持つ。「変事」の教訓から、使用される核兵器は戦術核に留まる。イギリスは2005年に敵対勢力との和平によって戦争から足抜けしている。
復活の日（1964年、小松左京作）
1973年（映画版では1986年）、4年前に発生したMM-88ウイルスの世界的大流行によって南極以外の地球全域の人類が死滅した世界。アラスカで発生したマグニチュード8.6から9の大地震によって、無人のまま機能を維持していたアメリカの全自動報復装置（ARS）が作動し、核ミサイルを発射。これに反応してソ連側のARSも反撃を指示し、中性子爆弾を中心とした数千発に達する双方の核弾頭ICBMが自動発射され、全世界に大量の高速中性子が放出されることになる。
シミュラクラ（1964年、フィリップ・K・ディック作）
1980年にアメリカや赤色中国などを参戦国として第三次世界大戦が勃発。戦後、オレゴン＝北カリフォルニア一帯は中国の誘導ミサイル攻撃の影響で1990年代に至るまで放射性降下物に覆われ続け、奇形や変種が蔓延する環境と化している。
最後から二番目の真実（1964年、フィリップ・K・ディック作）
2010年、大衆による扇動を原因として西部民主圏と太平洋人民圏の間で第三次世界大戦が勃発。戦端は植民が行われていた火星で開かれ、戦火が地球に達するまでの1年の間に両陣営の全大衆が地下共同生活タンクへと避難させられる。数年後、両陣営が用いる思考力を持つ兵器「レディ」が双方の最高司令官の協力を受けつつ実際の戦闘を停止させ、地下の大衆には戦争が続いていると偽装しつつ一部のエリート「ヤンスマン」のみが地上で生活するようになる。
自由未来（1964年、ロバート・A・ハインライン作）
20世紀後半、ソ連によるアメリカ本土へのミサイル攻撃を皮切りに第三次世界大戦「東西戦争」が勃発。核兵器や神経ガスなどを用いた大量報復が続き、戦後に流行した疫病の影響もあって、北アメリカとヨーロッパ、さらにインドを除くアジア全域が壊滅する。その後2世紀にわたって続いた「混乱」とその後の「大変化」を経て、東西戦争での被害が軽微だった黒人種が支配階級となった文明が勃興する。
地球0年（1964年 - 1965年、矢野徹作）
197X年12月23日、中国軍の潜水艦がアメリカへ、米軍の原子力潜水艦がソ連ICBM基地へ、ともに暴走する形で核ミサイルを発射したことを皮切りに、米中ソ間の水爆戦争という形で第三次大戦が勃発。偶発的な開戦であることを3国首脳が確認し合った後に戦闘は48分で終結するが、米ソやヨーロッパの各国、中国の都市部は壊滅。巻き込まれた日本も東京をはじめとする関東地方や沖縄が全滅する被害を受ける。また、終戦の報を受け取らなかった一部の潜水艦はその後も戦い続ける。終戦後、戦災者救援および治安維持のため、国連の要請を受けて自衛隊がアメリカ太平洋岸地帯へと派遣される。
最終戦争（1965年、今日泊亜蘭作）
19××年、前年に東亜人民共和国連邦（中国）が全アジアからのアメリカ排除を開始したことを発端として、中国の対米宣戦によって第三次大戦が勃発。アメリカによる中国への最初の核攻撃の後にソ連も核戦争に参戦し、欧米枢要部は開戦から十数分で壊滅する。その後、戦闘の場はアジア、アフリカ、南アメリカに移り、トルケスタンが決戦場となる。
コマンダー・1（1965年、ピーター・ジョージ作）
1965年12月25日、中国が「Sデー作戦」を実行したことで第三次世界大戦が勃発する。中国の前線組織が米本土に持ち込んだ核爆弾を起爆させるなどの偽装工作を行い、これをソ連の攻撃と誤認したアメリカがソ連へとICBMによる限定的な核報復を行ったことで全面戦争へと発展。ミサイルと爆撃機による核攻撃の後には、双方ともに相手を全滅させるために細菌兵器を使用する。また、黒幕であった中国も米ソの集中攻撃を受けている。
ドクター・ブラッドマネー（1965年、フィリップ・K・ディック作）
1981年、アメリカやヨーロッパとソ連・中国の間で世界戦争「非常事態（ザ・エマージェンシー）」が勃発する。戦場となった諸国は熱核兵器の使用によって放射線に汚染され、戦後には、人間を含む様々な生物に突然変異種「フリークス」が産まれてくるようになる。また、通信・交通も寸断され、開戦直前に地球周回軌道まで打ち上げられていた宇宙船「ダッチマン4号」を介する無線交信が、唯一の遠隔地との情報交換手段となる。
なぞの転校生（1965年 - 1966年、眉村卓作）
原水爆やニュートロン爆弾といった核兵器が用いられた最終戦争が勃発し、世界は壊滅。生存者は別の次元へと逃れるための移動装置を開発し、無限に存在する次元を放浪する「次元ジプシー」となる。ただし、これは作品の舞台となる次元（D-15世界）とは別の次元での出来事とされている。
ライズ民間警察機構（1966年、フィリップ・K・ディック作）
1987年（別版『テレポートされざる者』では1997年）に第三次世界大戦「平和回復運動」が勃発。数十億人の国民をヴォルガ河岸からアラスカまで溢れさせていた中国を、再統一の見返りとして米ソの密命を受けた新統一ドイツ（NED）が攻撃する。NEDが投入した新兵器によって数百万人の犠牲を出しつつ中国は壊滅し、地球全体の人口過剰に対する「部分的解決」として機能する。
月は無慈悲な夜の女王（1966年、ロバート・A・ハインライン作）
20世紀中に、アメリカやソ同盟などを参戦国とする「汚い水爆戦争」が勃発。この核戦争の際、北米大陸を目標として放たれた大陸間水爆ミサイルの多くは、迎撃ミサイルによって撃墜されている。
アンドロイドは電気羊の夢を見るか?（1968年、フィリップ・K・ディック作）
第三次世界大戦（最終世界大戦）後のサンフランシスコを舞台にした作品。1990年以前に勃発した大戦によって地球は放射能灰に汚染され、生きた動物はごくわずかになっているため、生きた動物を所有することが地位の象徴となっている。また、この大戦の際に兵器としてアンドロイド（自由の合成戦士）が開発される。戦後は人類の大半は火星に移住している。
成長の儀式（1968年、アレクセイ・パンシン作）
2041年3月9日、全地球規模で悪化し続ける人口増加による圧迫を原因として戦争に類する事態が生じ、太陽系内のすべての植民地を巻き添えにして地球は壊滅。太陽系外の植民地と「巨人船団」の住人のみが生き残る。
午後の恐竜（1968年、星新一作）
発狂した艦長に強奪された某国の原子力潜水艦が水爆弾頭ミサイルを発射したことで、地球上の全生命の滅亡を伴う核戦争が勃発。その1日前より、滅亡の訪れを感じ取ったヒト以外の生命が、大規模な「パノラマ視現象」を生じさせる。
少年と犬（1969年、ハーラン・エリスン作）
1970年代以降に、アメリカや中国などを参戦国とする第三次大戦が勃発。この大戦の際に、テレパシーで人間と対話できる斥候犬が戦闘に投じられるようになる。2007年の時点でも戦いは続いており、2024年までに終結。戦後、荒野と化した北米では、平和を維持すべく生活水準を1910年代レベルまで退行させた生存者が、地下に築かれた「シティ」を新たな生活圏としている。
前述の映画『少年と犬』の原作。
涅槃放送（1969年、小松左京作）
1960年代頃、小規模な局地戦が偶発核戦争へと拡大する形で第三次大戦が勃発。各国より発射された核ミサイルの着弾はヨーロッパから始まり、日本も遅れて何発かの大陸間弾道ミサイルの直撃を受け、犠牲者は数千万人に達する。日本においてこの戦争の模様は、開戦から終末に至るまで丁寧にテレビで中継・解説される。
地獄のハイウェイ（1969年、ロジャー・ゼラズニイ作）
作中年代の数十年前に「三日戦争」が勃発し、世界中の大都市がコバルト爆弾などを搭載したミサイルの攻撃を受けて壊滅。戦後、多くの地域が放射能に汚染されたアメリカでは巨大化した生物が出現し、また、世界中で高度200フィート以上では恒常的に強風が吹き荒れるようになる。
前述の映画『世界が燃え尽きる日』の原作。
霊長類南へ（1969年、筒井康隆作）
1965年以降に全面核戦争「最終戦争」が勃発する。中国瀋陽から韓国と日本の米軍基地およびウラジオストクに対し核ミサイルが誤射されたことを発端として、ウラジオストクへの核攻撃を米国によるものと誤認したソ連がサンフランシスコを核攻撃し、米ソ間での核の「パイ投げ」に発展。中国も米ソ双方の攻撃を受ける。東京や南半球は直接の被害を免れるが、戦闘終結後に放射性降下物によって人類は絶滅する。
銀河の壺なおし（1969年、フィリップ・K・ディック作）
2046年以前に、アメリカや中国を当事国とする「戦争」が勃発。詳細は示されていないが、戦後の地球社会は「社会主義社会」と形容されるものになる。
暗黒の廻廊（1969年、マイケル・ムアコック作）
イギリスで台頭した「愛国党」のような急進的政党の躍進に伴い、世界各国が思想の対立によって分裂を重ね、同時多発的に交戦状態に突入。戦闘は核兵器の使用へとエスカレートし、2001年末には全面核戦争へと至る。
タウ・ゼロ（1970年、ポール・アンダースン作）
20世紀後半に核戦争が勃発。地球全域が滅亡寸前に至る被害を受け、21世紀は復興に費やされる。終戦後の20世紀末には、全世界を包括的に武装解除された状態に置く「誓約」体制が築かれ、これを実行する監察機構と世界警察軍の独占権は、適した国力を持つスウェーデンに委ねられる。
残された人びと（1970年、アレグザンダー・ケイ作）
作中年代の5年前に、地球征服を目論む平和同盟が西方連邦を攻撃したことにより、全世界規模の戦争「大異変」が勃発。敵の防御スクリーンを破るべく使用された磁力兵器の作用によって、地軸が狂いほとんどの陸地が水没してしまう。
なお、本作は前述のアニメ『未来少年コナン』の原作だが、『コナン』とは違い戦争の勃発年は定められていない。
静かな太陽の年（1970年、ウィルスン・タッカー作）
1980年12月、米中の間で継続されてきたベトナム戦争が全世界規模の戦争に拡大する。ベトナムの中国領へアメリカが行った原爆攻撃への報復として、中国がダーウィンを核攻撃しオーストラリア北部が壊滅。その後、米中はアジア全域とオーストラリアで20年に渡って全面戦争を戦い、ヨーロッパでも戦闘が生じる。1999年になると、海外での損耗によって米本土の正規軍が激減した隙をつき、黒人組織「ラムジェット」が中国の支援を受けて暴動を起こし、アメリカは17ヶ月間の内戦に突入。中国も同時期に国境紛争を抱えていたソ連の侵攻を受け、米中間の戦争は終息する。
第三次世界大戦（1970年、濵田善弥作）
197×年に第三次世界大戦が勃発。偶発的核戦争による人類の絶滅を避けるという目標のもと、自分たち2国以外が保有する核兵器の強制的な全廃を図った米ソが、秘密裏に同盟を結び中国を挟撃する形で始まる。予定された米ソの核攻撃に先立ち、通常兵器を用いた台湾海峡での米中、新疆省の国境地帯でのソ中の交戦、アメリカによる中国への密かな生物兵器散布がなされるが、生物兵器による感染爆発を米ソの攻撃と看過した中国が先制して米ソに向け計200発の核弾頭ICBMを発射。疑心暗鬼からこれを互いによる攻撃と誤認した米ソは、計4,000発に達する核弾頭ICBMの応酬を開始する。その後、中国も米ソからの核攻撃を受け、またそれぞれの政治的事情から、アメリカはキューバ、ソ連はイスラエルとの間でも核戦争を始める。日本には中国からのICBM第2波のうち50発が着弾する。この核戦争により、1日のうちに人類は絶滅する。
都市国家ハリウッド（1971年、ロバート・ブロック作）
1980年代以降、アメリカと敵国の間で「大衝撃時代」とも呼ばれる「大戦」が勃発。核兵器や細菌兵器を用いた全面戦争となったほか、アメリカにおいては精神医学者による一般市民の統制が行われる。戦闘によってヨーロッパ、アジア、南米などの全世界の4分の3が汚染され、勝利したアメリカでも、残存者は各地に建設されたドーム内での居住を余儀なくされる。　
鉄の夢（1972年、ノーマン・スピンラッド作）
作品の主要素となる作中作『鉤十字の帝王』内では、AF1142年（西暦換算年不明）の数世紀前に全面核戦争「火の時代」が勃発しており、それ以前の「旧世界」の文明は崩壊し、地球の大半を覆った放射能汚染によって、優勢種やミュータントが産み出される。ただし、『鉄の夢』作中では第二次世界大戦が生じていないため、復興を経たAF1100年頃にヘルドン大共和国とジンド帝国の間で勃発した「大戦」が、『鉤十字の帝王』作中における「3度目の大戦」となる。
故郷へ歩いた男（1972年、ジェイムズ・ティプトリー・ジュニア作）
1992年5月2日、実戦配置にあったMIRVミサイルがアイダホ州のボネヴィル粒子加速研究機関で発生した大惨事に巻き込まれたことを発端として、数十時間に及ぶ全世界規模の核戦争が勃発。この「零日」は生物圏や気候サイクルの変動を招き、地球の人口は大きく減少する。
時間衝突（1973年、バリントン・J・ベイリー作）
7千年紀頃に「崩壊戦争」と呼ばれる全地球規模の核戦争が勃発し、それ以前から続いていた「古典文明」は崩壊。生存した人類は地球の各地に孤立し、戦闘で撒き散らされた放射線の影響もあって、戦後4世紀弱に渡って続いた「暗黒時代」の中で人類の突然変異が促進される。
死の影の谷間（1974年、ロバート・C・オブライエン作）
アメリカと「敵」などが当事国となる核戦争が勃発。アメリカは開戦劈頭に本土に複数の水爆を撃ち込まれ、さらに神経ガスや細菌兵器による攻撃も被る。戦闘が終結した後、気象条件ゆえに汚染を免れた一部の地域以外では、あらゆる生物が死滅する。
映画『死の谷間』の原作。
マレヴィル（1974年、ロベール・メルル作）
1977年4月、全面核戦争と見られる「Jデー」が発生。リチュウム爆弾のような放射性降下物を伴わない核爆弾が全世界的に使用され、各国間の通信は途絶する。
宇宙ゴミ大戦争（1974年、横田順彌作）
197×年×月、C国のゴミ衛星が日本に落下したことを発端として、A合衆国とC国の間で使用兵器をゴミのみに限定した最終戦争「世界ゴミ大戦争」が勃発。開戦から5ヶ月の間で参戦国はS連邦や日本を含む10ヶ国以上に増加し、戦闘手段も他国領土内へのゴミの置き逃げから糞尿ミサイルの実戦投入に至り、最終的には銀河系対アンドロメダ宇宙というところまで戦闘が拡大する。
脱出を待つ者（1975年、ヴォンダ・N・マッキンタイア作）
作中年代の数世紀以上前に、「前大戦」あるいは「最後の戦争」と呼ばれる核戦争が勃発。戦後、人類は戦禍によって壊滅した地球を放棄して「天球」界と称される地球外への植民に勤しみ、地球上の都市は戦前に地下に築かれた防空壕を前身とする「中央」のみとなる。
フィーメール・マン（1975年、ジョアナ・ラス作）
作中で描写される宇宙の1つにて、数度の国家間の戦争を経て分離主義や急進主義が世界を席巻し、人々の対立と分裂が加速した帰結として、人類にとって最後の対立軸となる「男性と女性」の間での全面的な戦争が勃発。開戦から40年が経過した時点では膠着状態に陥っている。
題未定（1976年 - 1977年、小松左京作）
1976年10月初頭、日本をはじめとする東南アジア諸国およびヨーロッパ諸国からなる経済ブロックと、中国（清）、ロシア、インドからなる勢力との間で第三次世界大戦が勃発。これによって人類は滅亡する。ただし、これは島原の乱で歴史が狂い生じたパラレル・ワールドでの出来事とされる。
不老不死プロジェクト（1976年、ロバート・シルヴァーバーグ作）
1991年8月19日にコトパクシ山が起こした大噴火による混乱の中、ブラジルで生じたクーデタを端緒とする「ウイルス戦争」が勃発。全世界規模の戦闘の中で、生物兵器として使用された臓器腐敗病ウイルスが戦後も続く大流行を引き起こし、戦争の呼称の由来となる。1990年代中頃までに迎えた終戦と社会体制の崩壊を経て、蒙古新帝国が永久革命委員会（PRC）を介して全世界を統治する新体制が築かれる。
怒りの神（1976年、フィリップ・K・ディック・ロジャー・ゼラズニイ作）
1983年以降、アメリカによる人工衛星からの「偉大な無差別爆弾（GOB）」の投下を皮切りに、アメリカと中国の間で第三次世界大戦「大破滅」が勃発。死者はGOBによるものだけで10億人に達し、アメリカ側も中国のミサイルなどによって多大な被害を受ける。また、神経ガスや有毒薬品なども多用される。戦後、アメリカでは放射能汚染によって多くのミュータントが発生する。
聖堂都市サーク（1977年、テリー・カー作）
作中年代の数世紀以上前に戦争が勃発。それ以前の歴史についての情報は後世に伝わることなく途絶える。
電子頭脳〈ユエ〉（1977年、ウィリアム・カミュ作）
人口爆発によって全世界規模で生じた戦争が、2020年までに終息。核および細菌兵器による戦禍によって、ユーラシア大陸のほとんどや南北アメリカ大陸は汚染された砂漠と化し、西欧でわずかに存在していた生存者は、以後の自分たちの生存を導く電子頭脳「ユエ」を建造し、社会の管理を任せるようになる。
悪魔のハンマー（1977年、ラリー・ニーヴン・ジェリー・パーネル作）
1970年代以降、ハムナー・ブラウン彗星の地球への落下と、それに伴う巨大な津波やハリケーンの発生によって生じた混乱の中、中国とソ連が核弾頭ICBMの応酬を開始し、ソ連の要請を受けたアメリカもこれに加わる。この核戦争は彗星落下による地球環境および文明の破壊を促進。核攻撃の終息後には、超大国の抑えを失った世界各地で局地的紛争が勃発する。
大きな壁の中と外（1978年、新井素子作）
大国に後押しされた後進国同士の領土紛争を発端として、第三次世界大戦が勃発する。世界のほぼすべての国を巻き込んだ核戦争となり、78億人に達していた世界人口は終戦までに10万人に、日本の人口は322人にまで減少。戦後には、放射能による遺伝子汚染によって新生児のほとんどが奇形児か白痴となる。その後、大戦終結の年が「新暦」元年と定められる。
ビッグ・ウォーズ（1978年 - 、荒巻義雄作）
2011年初頭、南北問題を原因として、核軍縮会議でのトラブルをきっかけにアメリカ、ソ連、ヨーロッパ連邦からなる枢軸国と、全アフリカ連邦を中心とする南半球諸国の間で第三次世界大戦が勃発。永久平和宣言を発していたインドは参戦せず、中国、日本もそれに同調する。2012年にスーパー・オズマ計画によって地球外知的生命体からの信号を受信したことを受け、これの来訪に備えるべく2013年のボンベイ講和会議によって戦闘は終結する。
SFロマン 科学忍者隊ガッチャマン（1978年、鳥海永行作）
作中年代の約30年前に、東西大国とその同盟国による第三次世界大戦が勃発。戦闘には原水爆や中性子爆弾が使用される。
ウルフヘッド（1978年、チャールズ・L・ハーネス作）
作中年代の3,000年前に核戦争が勃発。アメリカ東部沿海地などでは核攻撃によって地形や地殻の変化が生じ、地表には致死量の放射線が充満。2,700年に渡る「荒廃の時代」が訪れる。アメリカではワシントンD.C.の連邦国家中枢が地下に築かれた「コロンビア区域」へと避難し、3,000年を経て地底都市「デス」となる。
第三次世界大戦（1978年、ジョン・ハケット作）
1985年夏に東西陣営間で第三次世界大戦が勃発。衛星国ポーランドで起きた労働者の暴動を受け、国際的影響力の回復を図ったソ連が7月下旬に実行したユーゴスラビア侵攻の際に米ソ間の局地戦が生じる。8月4日には西ドイツ国境へのワルシャワ条約軍の奇襲攻撃によって本格的に戦端が開かれ、8月22日にモスクワで生じたウクライナ人KGB副長官のクーデターによって終結する。戦闘地域は欧州が中心となり、両面作戦を嫌ったソ連の方針によって、日中共栄圏などのアジアでは平静が保たれる。核兵器の使用はソ連がバーミンガムへ放った1発と、報復として米英がミンスクに対して用いた4発に限定された。戦後にソ連は崩壊する。
主著者ジョン・ハケットは元NATO軍司令官。実際の防衛計画と想定に基づいた「戦況」を克明に描いた本で、他の仮想戦記やSFなどとは一線を画す。また、世界観を共有する小説として『第三次世界大戦-チームヤンキー出動』（1987年、ハロルド・コイル作）がある。双方ともに日本語版は二見書房からの刊行。
地球のほろびる時（1978年、福島正実作）
197×年3月26日に第三次世界大戦が勃発する。ソ連および中国の核弾頭ICBMによる先制攻撃によって戦端が開かれ、アメリカもソ連ICBMの本土到達前にICBMやSLBM、爆撃機などを用いて全面報復攻撃を実施。米ソ中およびヨーロッパ各国の主要都市は壊滅し、日本でも各地の米軍基地が中国の核攻撃を受ける。死者は1日で2億人に達し、さらに核爆発の二次被害として世界各地で生物化学兵器の流出が発生する。
創世記機械（1978年、ジェイムズ・P・ホーガン作）
2007年11月27日、アメリカ、ヨーロッパ、ユーロロシア、日本などからなる西側自由主義諸国同盟と、中国、アラブ、アフリカ、シベリアなどからなる革新人民共和国大同盟（東側）の間で全面戦争が勃発。世界各地で勢力拡大のため武力侵犯を重ねる東側に対し、統一場理論を用いる新兵器「J爆弾」を後ろ楯にした西側が最後通告を突きつけたことで開戦に至る。戦闘は軌道核兵器の投入やミサイルの応酬によってなされるが、発明者らの独走によってJ爆弾が東西双方の各種兵器を無力化し、最後に残った西側の攻撃ミサイルに機能停止指令が送信された後、東側が通告を受け入れ開戦から1時間弱で終戦を迎える。この戦争は、以後に同種の戦争を行うための兵器すべてを消滅させる。
夢の蛇（1978年、ヴォンダ・N・マッキンタイア作）
作中年代の数世代前に核兵器が多用される戦争が勃発。それを知り得る者が戦禍によって全滅したため、開戦理由などは後世に伝わらずに終わる。戦後、荒廃した世界は砂漠に包まれ、核爆発の爆心地では放射線汚染が数世紀に渡って残留し続ける。高度な技術文明を維持し続けるのは、外界との接触を絶った「都市」のみとなる。
第三次世界大戦シリーズ（1979年、久留島龍夫・軍事研究グループ作）
二見書房から刊行された一連の小説。198X年6月20日から198Y年5月28日が舞台。対立関係にあった中国へソ連が陸上部隊を中心とする100個師団を侵攻させたことで勃発し、中国側に立っての日本人義勇兵の参戦や、軍事転用が可能な民生品の対中輸出を続けていたことを理由に日本も中国に続く攻撃対象となる。『日本篇』ではソ連軍の対日航空戦・佐渡上陸・新潟侵攻・東京陥落による日本人民共和国の設立が、『続・日本篇』では日本亡命政府軍とアメリカ軍による南九州・関東上陸戦・大陸における中国軍の反攻が描かれる。基本的には通常兵器のみで戦われており、核兵器の使用には至っていない。また、アメリカを除くNATO加盟国は中立を保っている。
なお、二見書房は前述の2篇に続いて、想定した状況（世界観）や著者が異なる第三次世界大戦のシミュレーション小説も複数刊行している。
ロードマークス（1979年、ロジャー・ゼラズニイ作）
詳細は不明だが、26世紀から27世紀にかけての間に第三次大戦が勃発している。
第三次世界大戦 大戦前夜（1980年、シリル・ジョリー作）
198?年12月25日、ソ連がヨーロッパの支配を目的とした全面侵攻を開始。西および北欧のNATO加盟諸国で、事前に潜伏していたソ連の工作員が各国の共産党員やテロリストの支援を受けつつ軍事施設や港湾の占領、要人の誘拐などを実行しNATOの組織的抵抗力を殺いだ後、冬期演習に偽装して国境近辺に集結していたワルシャワ条約機構軍が進撃を開始する。戦闘は通常兵器のみで行われ、開戦から2日で西欧全域を占領したソ連は多数のアメリカ人捕虜を人質として、残るアメリカに対しソ連を盟主とするヨーロッパへの非敵対を条件とする講和案を提示する。
星々からの歌（1980年、ノーマン・スピンラッド作）
作中年代の数百年以上前に、全面核戦争「大壊滅」が勃発。戦禍は地球全域を壊滅させ放射能に満ちた「荒廃地」を作り出し、大気中に放出された発癌物質によって生存者たちも総じて短命となる。汚染を免れた最大の地域となったかつてのカリフォルニア「アクエリア」では、原子力などの高度な科学技術の多くが「大壊滅」の呼び水となった「黒い科学」と見なされ放棄される。
スプロール・シリーズ（1981年 - 1988年、ウィリアム・ギブスン作）
20世紀後半から21世紀にかけての間に、米ソなどが参戦した「戦争」が勃発。3週間に渡る戦いの中で、ボンやベオグラードといった諸都市が核攻撃で壊滅する。レーザー兵器なども実戦投入された他、キレンスクのコンピュータ連結体を標的として米軍が行った作戦「スクリーミング・フィスト」の際に、後にコンピュータ・カウボーイたちの間で普及する侵入用ウイルス・プログラムが初めて実用に供される。戦後、戦時中の活動に起因するスキャンダルによって、米国防総省やCIAの一部は解体・分割される。
スターシップと俳句（1981年、ソムトウ・スチャリトクル作）
2001年春、全世界を巻き込み「千年期大戦」が勃発。戦闘の中で月は2つに分断される。戦後、世界各地が無政府状態に陥るとともに、悪疫やミュータントが蔓延する。日本は被害こそ被ったものの、政府の統治下である程度の生活が維持されている唯一の国家となる。
ジェニーの日記（1981年、ヨリック・ブルーメンフェルド作）
中東で生じた危機を原因として第三次大戦が勃発。核ミサイルによる戦闘は開戦当日のうちに終息する。宣戦布告によって参戦国の1つとなったイギリスは全土がミサイル攻撃を受け、核シェルターに避難できた人々などのわずかな生存者を残すのみとなる。
ヴァンパイヤー戦争（1982年 - 1988年、笠井潔作）
1999年以前の20世紀末、魔神「ネヴセシブ」の目覚めの前兆である世界同時地震によってモスクワが壊滅したことを受け、ソ連戦略防衛司令部のタカ派将官がアメリカ本土への核攻撃を指示したことにより第三次世界戦争が勃発。米ソ双方の核ミサイルに対する軍事衛星による迎撃の他、地球軌道および月軌道でも米ソの宇宙艦による交戦が発生する。太陽系に飛来したラルーサ人の星間船によって核ミサイルが飛行中に停止されたため、戦闘は終息する。
工作者／機械主義者シリーズ（1982年 - 1985年、ブルース・スターリング作）
2050年代頃に「破滅」が発生。原子力兵器や生物兵器が用いられる戦争が勃発し、気候変動と合わせて以後300年以上に渡って地球環境に影響を及ぼし続ける。前後して2053年に宇宙進出者と決別し地球を封鎖した地球人たちは、テクノロジーによる変化を破滅の原因と見なし、それを拒絶する文化の支配に自らを委ねる。
銀河英雄伝説（1982年 - 1989年、田中芳樹作）
2039年、北方連合国家（NC）と三大陸合衆国（USE）の間で「一三日間戦争」と呼ばれる熱核戦争が勃発。無関係な他国をも巻き込んだ13日間の戦闘の末に両大国は壊滅するが、その後も90年に及ぶ戦乱が続き、地球統一政府の発足によって2129年に終結を迎えるまでに、人類の総人口は10億人にまで減少する。
神々の黄昏 オリンポス・ウォーズ（1982年、豊田有恒作）
1977年以降、東西陣営の間で全面戦争が勃発する。北朝鮮潜水艦の領海侵犯を端緒とする南北朝鮮の戦闘に米中ソが介入したことで始まり、米韓の兵站を断つべく行われたソ連軍の日本侵攻と、ワルシャワ条約機構軍による西ベルリン侵攻の際に戦術核が使用される。その後、ICBMが大量使用される核戦争へと発展する。
断絶への航海（1982年、ジェイムズ・P・ホーガン作）
2021年、資源・経済的問題に起因しない各国家間の不和を主因として第三次世界大戦が勃発。戦闘によって北アメリカ大陸とヨーロッパ全域が荒廃する。その後、戦後10年の間に世界はアメリカ新秩序、大ヨーロッパ、東亜連邦の3大勢力によって平定される。
コーンの孤島（1982年、バーナード・マラマッド作）
ガタクラ国とデメタリア国の間で全面的な水爆戦争が勃発。ミサイルが飛び交った数時間のうちに、地球全域が戦禍とそれが引き起こした洪水に巻き込まれ、人類はほぼ滅亡する。太平洋にて深海用潜水艇に乗り組んでいたことで戦闘をやり過ごし、最後の人類となった古代学者カルヴィン・コーンは、母船でたどり着いた孤島で類人猿たちによる新たな社会作りに取り組む。
洪水のあと（1982年、P・C・ヤシルド作）
1990年代中頃に全面核戦争が勃発し、戦禍に見舞われた西洋ではあらゆる国家が崩壊。バルト海一帯では核戦争に伴う洪水と放射能汚染を受け、戦後5年は混乱に包まれる。また、新生児もほとんどが奇形となる。
核の黙示録（1983年、A・A・グーハ作）
1980年代以降のある年の7月、アメリカによるキューバ攻撃を端緒に東西陣営間での戦争が勃発。その後世界各地で生じた局地戦において、戦端が開かれてから2週間が経過するころには米ソ双方が戦術核を使用し始め、北海道は同時期にソ連軍に占領される。その後、複数の核攻撃を伴ったソ連軍による西ドイツ侵攻を経て、同年8月17日には全面核戦争へと発展する。核ミサイルの応酬が終わった後、全世界が放射能に汚染される。
最後の子どもたち（1983年、グードルン・パウゼヴァング作）
東西陣営の政治的緊張を経て、宣戦布告がなされぬまま核兵器の使用を主とする戦争が勃発する。ドイツでは1日の間に東西問わぬ各都市が核攻撃を受け、ベルリンやライン・マイン地帯は完全に壊滅。無政府状態に陥るとともに、なし崩し的に東西ドイツの区切りも消滅する。戦後も原爆症や伝染病、飢餓や厳冬の影響で多くの生存者が死亡する。
ウォー・デイ（1984年、ホイットリー・ストリーバー・ジェームズ・Ｗ・クネトカ作）
1988年10月28日、アメリカが軌道上に展開中だった新たな核弾頭撃破システムに対するソ連の核攻撃を発端として、米ソ間の核戦争「戦争の日（ウォー・デイ）」が勃発。緒戦で米ソ双方が行ったEMP攻撃の後に、ソ連の衛星が口火を切る形で核兵器の応酬が始まる。約20分の戦闘中に米本土は180発以上の熱核弾頭による攻撃を受け、戦後、政府中枢は被害が軽微な西部のロス・アンジェルスに移転する。ソ連でもモスクワ消滅などの損害が生じる。また、世界各地の米海上艦隊は核攻撃で機能を喪失し、ソ連側も米軍とNATOによって全海上戦力を駆逐されている。戦後、アメリカでは放射性降下物による汚染や不完全硬化症（NSD）などの疾病が蔓延し、連邦政府の統率力が弱まる中でアラスカ州はカナダに売却され、ニュー・メキシコ州一帯は日本などの支援を受けてラテン・アメリカ系の自由州「アーストラン」として独立する。ソ連も崩壊している。
星々の海をこえて（1984年、グレゴリイ・ベンフォード作）
2061年、地球に侵入した異星の宇宙船隊によって海中へと投下された生物「スウォーマー」への対処を巡る混乱の中、中国海岸沖で中国と米ソ、さらには日本とブラジルによる核兵器を用いた軍事衝突が発生する。戦闘は対スウォーマー戦と平行しつつ主要列強すべてを巻き込みながら拡大し、ついには4大国による全面核戦争へと発展。北アメリカ大陸は焦土と化し、アジア大陸も多数の核兵器による攻撃を受ける。
海魔の深淵（1984年、デイヴィッド・メイス作）
作中年代の2年1ヶ月前、アメリカなどの北大西洋連合とロシアなどとの間で全面核戦争「六十五日戦争」が勃発。一時はロシアが優位に立つが最終的に米ロともに壊滅し、ヨーロッパも荒廃する。レーザー兵器の実用化に伴い、戦場における航空機の価値は著しく減じる。戦後、参戦各国は最低限の政府機構こそ維持したもののその力を失い、大国の抑圧から離れた第3世界では局地戦が頻発。また、南極海では米軍が残した自動制御下の戦略的地域統制システム「クラック」による偶発核戦争のリスクが生じ、各国共同での機能解除が試みられる。
エンダーのゲーム（1985年、オースン・スコット・カード作）
昆虫型知的生命「バガー」の侵略によって始まった「バガー戦争」がバガーの全滅によって終戦を迎えた直後、対バガーのために結成された国際艦隊（IF）を傘下に納めるアメリカ主導の「同盟」と、それに協調しつつも独自の政体を維持していたワルシャワ条約機構の間で「同盟戦争」が勃発。バガー戦争後にIFの兵力が脅威になるとワルシャワ条約機構側が認識していたことが開戦の原因となる。主戦場となった地球の他に、IFコマンドが置かれたエロスでも戦闘が生じる。開戦から5日後、ワルシャワ条約機構がIFから脱退し、両者が完全に分離されるという条件で停戦が合意される。
宇宙船∞号の冒険（1985年、川又千秋作）
2037年、中部ヨーロッパでの多国間紛争を発端として第三次世界大戦が勃発。2035年に核兵器が完全廃止され、核抑止力が失われたことを遠因としている。戦闘は主に通常兵器を用いるロボットによって行われ、8年間の戦いののちにロボット側が演出した人間社会全体の窮乏を要因として終結する。死者の数は全世界で2億人に達する。
天界の狂戦士（1985年、川又千秋作）
作中年代の数世紀前に、複数の大国による「大戦」が勃発。核および通常戦力による殲滅戦が、地球上のエネルギー資源を消費し尽くしつつ10年以上に渡って続き、中立を宣言していた月の植民基地に逃れた各国の支配者階級によって和平が結ばれる。戦後、文明が崩壊した地球には汚染から逃れたわずかな居留地と、荒野を彷徨する略奪団や核戦師団などが残り、それらが月の圧政化に置かれる体制が築かれる。
グラス・ハンマー（1985年、K・W・ジーター作）
2060年代以前、アメリカを参戦国のひとつとする大戦レベルの「戦争」が勃発。アメリカは開戦後の第一撃より本土への攻撃を被るとともに、ロサンゼルス北方を境界として、天候修正衛星の作用によって極寒と灼熱の気候が恒常的に続くようになる。戦後、アメリカはロッキー山脈を隔てて東西に分裂し、東側は戦前以来の政府の、西側は「新教座（カテドラ・ノヴム）」の統治下に置かれる。
死霊の町（1985年、藤本泉作）
20××年の約30年前に、全世界規模の偶発核戦争「大被爆」が勃発する。コンピューターミスと推測される事故によって各国の核兵器がそれぞれの仮想敵国に対して放たれ、互いの政府・軍は崩壊。戦後、放射性降下物によって世界中で食糧や人間の生殖能力などが失われる。横浜に着弾した中性子爆弾1発で南関東一帯に汚染を被った日本では、人口が戦前の1億1千万人から3千万人まで減少する。
ポストマン（1985年、デイヴィッド・ブリン作）
1994年に第三次世界大戦「終末戦争」が勃発。参戦したのはアメリカと「復活したスラヴ」などで、復活したスラヴの内部崩壊によって終結する。核兵器は数十発が使用されるのみに止まったが、アメリカは水爆による電磁パルスや戦後の「三年間の冬」の際に発生した生物兵器などによる疫病と凶作による大飢饉、さらには暴力的なサヴァイヴァリストらの活動によって荒廃し、通信網も寸断され、各地に生じた小規模な共同体の多くは封建的なものとなり、暗黒時代が訪れる。終戦から13年後に偶然にも郵便局員の制服を手に入れた男性が、秩序を取り戻そうと活躍する。
永劫（1985年、グレッグ・ベア作）
1993年に西ヨーロッパを中心に勃発した東西陣営間による偶発的な限定核戦争「小破滅」を経て、2005年に東西陣営間の全面核戦争「大破滅」が勃発。ペルシア湾などで発生した大規模海戦に始まり、世界各地での核兵器の応酬がそれに続く。犠牲者は25億人以上に達し、戦闘による被害と戦後の「長い冬」によって文明も大打撃を受けたが、無政府状態にまでは至っていない。
嵐のメキシコ湾へ（1985年、グレゴリイ・ベンフォード作）
21世紀、中小国による潜水艦搭載中距離核ミサイルを用いた米ソへのC3I攻撃を原因として、米ソ間での戦争が勃発。アメリカが待機する間にソ連がアメリカ本土の軍事施設へICBMによる攻撃を行い、アメリカ側の軌道上防衛機構を突破した10パーセントのうち核弾頭が核の冬を、細菌戦用弾頭が伝染病を発生させる。また、ソ連もアメリカの核攻撃を受けている。戦闘は2時間で終結し、和平交渉が開始される。
レッド・ストーム作戦発動（1986年、トム・クランシー・ラリー・ボンド作）
1984年以降、イスラーム過激派ゲリラにシベリアの石油施設を爆破されたことで石油不足に直面したソ連の政府と軍は、石油を求めて中東の産油国への侵攻を計画。NATOによる妨害を防ぐため、西ドイツによるクレムリンへのテロ事件をでっち上げ、それを口実にまず西欧への攻撃を開始する。ソ連軍はNATO軍のF-19Aステルス機によって東欧での航空優勢が奪われるなど苦しみつつもTu-22M爆撃機部隊による空対艦ミサイル飽和攻撃で米海軍の空母機動部隊を撃破し、アイスランドを海軍歩兵で占領してG-I-UKラインを手中に収めるなど一時は優位に立つも、徐々にNATO軍の反撃によって追い詰められていく。最終的にアイスランドをNATO軍に奪還され、深刻化する石油不足とNATO軍の反攻により完全な敗北の可能性に直面したソ連政府は、事態を打開すべく核兵器の使用を検討するが、軍とKGBの一部勢力のクーデターによって政権は崩壊。成立したクーデター政権によってNATOとの停戦と現状復帰交渉がなされ、戦争は終結する。
執筆においては、ラリー・ボンドがデザインを手掛けた海戦シミュレーションゲーム『ハープーン』での綿密なシミュレーション結果が用いられている。
クルーズチェイサー ブラスティー（1986年 - 1988年、平野靖士作）
2037年、東西共同のアルファ・ケンタウリ調査船団が消息を絶ったことを遠因として、東西大国およびその同盟国の間で第三次世界大戦「地球大戦」が勃発。2040年までの3年に渡る戦闘は全面核戦争の様相を呈し、地球の環境は荒廃。地球外の惑星でも混乱が生じる。戦後の2041年に復興のためとして設立された地球再整備機構が、後の監察庁に繋がる。
アド・バード（1987年 - 1989年、椎名誠作）
「ターター」と「オットマン」の2大陣営による、自動機械やサイボーグ化された生物を用いた宣伝合戦が過激化を重ね、互いの製品や広告媒体となった生物を新開発の生物で攻撃し合う「広告戦争」へと発展。これによって世界中が荒廃する。戦後の世界には制御を離れた改造生物が蔓延し、人々にとっての脅威となる。
時の町の伝説（1987年、ダイアナ・ウィン・ジョーンズ作）
詳細は不明だが、2180年頃に第三次世界大戦が勃発する。その後も第四次世界大戦が勃発するほか、57世紀には精神を攻撃する兵器が広く用いられた世界規模の戦争「精神戦争」が行われ、この際に20世紀から続く国家はほぼ全てが消滅。その後にアイスランド帝国が台頭することになる。
スワン・ソング（1987年、ロバート・R・マキャモン作）
20世紀末に第三次世界大戦が勃発。崩壊したアフガニスタンで生じた核テロを契機に、世界各地で核兵器の使用を伴う局地戦やテロが頻発し、米ソの間でも偶発的戦闘が生じるようになる。アフガンでの核テロから8ヶ月が経過した7月17日には、極度の緊張状態に置かれた現場指揮官の独断で潜水艦から核ミサイルが発射され、米ソによる全面核戦争に発展。また、世界全域で海戦が、西欧では地上戦も生じる。アメリカは初撃でワシントンD.C.を破壊されるなど、各都市や米軍基地をはじめあらゆる場所に核攻撃を受け、終結後には放射能汚染下で無政府状態が7年以上続く。ヨーロッパやソ連でも壊滅的な被害が生じる。
第三次世界大戦秘史（1988年、J・G・バラード作）
1995年1月27日午後6時47分、カブールでの米ソ両軍の小規模な交戦を経て、アメリカ側の宣戦布告によって米ソ間の第三次世界大戦が勃発。両軍の潜水艦が放った核ミサイル計5発がアラスカおよび東シベリアの無人地帯で起爆した後、午後6時51分には米ソ間で停戦が合意される。この際、アメリカでは3期目に入ったレーガン大統領が風邪に罹患しており、その健康状態に関する報道によって大戦についての報道が埋もれてしまっている。
冬長のまつり（1988年、エリザベス・ハンド作）
22世紀以前に世界規模の戦争が勃発。戦闘の影響で放射能性疾患や疫病が蔓延し、「長い夜」と呼ばれるその後の100年の間に、参戦国のひとつであったアメリカではワシントンD.C.などの都市が住民殲滅の後に放棄される。この戦争と「長い夜」を総称して「第一沖期」とも呼ばれる。
未来からの遺書（1989年、W・ウォレン・ウエイジャー作）
2044年7月4日に、第三次世界大戦「二〇四四年の大破局」が勃発。地球国家連合（CSE）が、同年までにCSEを脱退していたアメリカや中国などに対してリチウム核兵器による攻撃を行う形で戦端が開かれ、アメリカも健在だった潜水艦からリチウム核弾頭による報復攻撃を行い、この時点で参戦諸国の軍事指揮中枢がすべて壊滅。その後、一部指揮官の独断で行われた攻撃により戦闘は世界中に拡大し、大国の抑えを失った印パ間でも核戦争が勃発する。戦闘は8月初めに終息するが、ユーラシアと北アメリカ大陸の都市部はほぼ荒廃し、放射性降下物による汚染や疫病、短期間の気候変動などによって開戦11ヶ月後までに60億人以上の犠牲者が生じる。
辺境の人々（1989年、オースン・スコット・カード作）
1990年代頃に「ミサイル六発戦争」が勃発。核兵器の使用こそ「限定核戦争」と形容できる範囲にとどまったが、代わって細菌戦が大々的に実行され荒廃をもたらす。参戦国のひとつとなったアメリカでは、すべての大都市が破壊され政治体制は崩壊している。
Uの世界（1989年、神林長平作）
作中年代の20年前に「最後の戦争」が勃発。戦闘は各陣営の対立関係が錯綜する中で行われ、日本は緒戦において大陸からの攻撃に晒される。開戦から3ヶ月足らずで終戦を迎え、地球全域が「廃星」と形容されるほどに荒廃する。戦後、生存者を太陽系外へ送り出すべく国連の地球脱出機構が活動を活発化させ、各国軍はその下に平和軍として統合される。
異郷の旅人（1989年、フレデリック・ポール作）
1980年代以降に「スター・ウォー」が勃発。近東で生じた戦術核の使用を伴う局地戦を発端として、大国間の全面核戦争へと発展する。使用された核ミサイルのうち目標に命中したのはワシントンD.C.に着弾したものなど15発のみで、ほとんどは軌道防衛システムに迎撃され「スター・ウォー」という呼び名の由来となった。戦後、放射能汚染や物流の混乱により世界人口は開戦前の10分の1まで減少し、両極を除く低軌道上に撒き散らされたミサイルなどの破片によって宇宙飛行は不可能となる。
宇宙一の無責任男（1989年 - 2017年、吉岡平作）
宇宙暦209年（2202年）に、「ぶちこわしの一週間」と呼ばれる全面核戦争が勃発。複数の大陸が消滅し、人類は約5,000年の間、放射能で汚染された地球からの「疎開」を余儀なくされる事になる。
完璧な涙（1990年、神林長平作）
作中冒頭の年代から300年前に核兵器の使用を伴う戦争が勃発。情報網の喪失などの影響で開戦理由は判然とせず、日本では国家間の戦いという見解に加えて、人類以外のなにかの侵入によるものだとする噂も流れる。開戦から6日で全世界が壊滅した後は約100年ほど、後世に伝わる記録が残らない「空白の時代」が続く。
治療塔惑星（1991年、大江健三郎作）
21世紀、アマゾン川流域に建国された「地球酸素1/4供給機構」と西側先進国を主体とする国連・世界スターシップ公社連合軍の間で「アマゾン世界大戦」が勃発。地球酸素1/4供給機構側は、先進国による国民総生産の4分の1の物資の貧困国への分配徹底の要求と、それが受け入れられない場合の地球の酸素供給源である熱帯雨林を巻き込んだ核兵器による自爆を通告するが、膠着状態の後に最終的には国連・世界スターシップ公社連合軍の特攻隊によって制圧される。
キャプテン・ジャック・ゾディアック（1992年、マイクル・カンデル作）
20世紀末の3月、米ロの間で第三次世界大戦が勃発。アメリカは複数の核攻撃や落下傘部隊の降下などを受けるが、同時期に生じていた超常的なものを含む無数の混乱と同様に、これらの攻撃はアメリカ市民の日常生活にはさしたる影響を与えず、落下傘部隊は大渋滞への苛立ちと個人所有の武器を抱えた勤め人たちに撃滅される。なお、放射能汚染とともに生じた核の冬は、深刻化が加速していた温室効果と相殺される。
二重螺旋の悪魔（1993年、梅原克文作）
200×年、米軍の核弾頭ICBMが2発誤射され、モスクワと北京を直撃。ロシアと中国は即座にこれに対する報復核攻撃を開始し、続いて他の核保有国もこれに加わる。これにより欧米は壊滅し、核の冬が発生。その後、発端となった誤射は怪物「GOO」がコンピュータウイルスに変身し、核戦略コンピュータに侵入したため発生したことが判明する。
レッドサン ブラッククロス（1993年 - 未完、佐藤大輔作）
第二次世界大戦においてアメリカがモンロー主義によって参戦せず、1943年にナチス・ドイツの一人勝ちに終わった後、第二次大戦に積極的には参加しなかった大日本帝国やカナダに亡命政権を立てた大英帝国を中心とする枢軸国と、ドイツを中心とする連合国との間で1948年5月13日から1952年にかけて第三次世界大戦が戦われる。アメリカ合衆国は開戦初日に首都ワシントンD.C.とノーフォークに、同年12月にロサンゼルスなどの西海岸主要都市にドイツの反応兵器（核）攻撃を受け、本土が戦場となったあげく東西に分裂する。その他の地域では通常兵器による戦闘が主となり、反応兵器の使用地は広島、長崎、ケルンなどに止まる。ドイツ本土が空襲や艦砲射撃を被るなど日英米枢軸優勢で休戦を迎えた後、戦後の日独冷戦時代を経て、1990年6月6日には日独間の第四次世界大戦も起きる。
時間旅行者は緑の海に漂う（1995年、パトリック・オリアリー作）
2330年以降に第三次世界大戦「最終戦争」が勃発。核戦争の戦禍によって人類が絶滅したさらに後、新たに誕生した知的種族「ホロック」が人類に続く地球の霊長になる。
遙かなる星（1995年 - 未完、佐藤大輔作）
1962年10月22日、キューバ危機の末に実施されたアメリカによるキューバ空爆をきっかけに、米ソ間の第三次世界大戦が勃発。ソ連はアメリカと西欧および中国に対して先制核攻撃を行うが、アメリカはそれに対して十分な報復核攻撃を行えずに終わる。全世界の死者は開戦初日で5億人に達し、アメリカは崩壊して東西に分裂。一方、事実上勝利したソ連も主要産業の壊滅など大きな打撃を受ける。幸運にもアメリカ占領統治下の沖縄を除き直接の被害を免れた日本は、止む無くアメリカに代わる資本主義陣営の盟主に担ぎ出され、国際的にも例外として国連安保理の常任理事国に就任。以後日本は、民生品はもとより各種兵器を含むあらゆる製品を国家生存のために売り続ける傍ら、いずれ生じる可能性ありと判断された第四次世界大戦から日本人だけでも生き延びるべく、地球脱出を目的とした宇宙開発に邁進することとなる。
ニンジャスレイヤー（1996年 - 、ブラッドレー・ボンド・フィリップ・ニンジャ・モーゼズ作）
2004年頃、Y2K問題とIPアドレス枯渇問題を原因として、IPとプロキシサーバの争奪を目的とした暗黒メガコーポ（巨大企業）主導の全世界的戦争「電子戦争」が勃発。物理・論理空間双方で戦われたこの戦争によって、軌道上を含む地球環境は「マッポーの世」と形容されるほどに汚染されてしまう。
新・紺碧の艦隊 / 新・旭日の艦隊（1997年 - 2000年、荒巻義雄作）
照和28年（1953年）3月、神聖欧州帝国による南米への武器密輸が発覚し、再び日本、アメリカ、東シベリア共和国、イギリス、自由ドイツ政府で編成された連合軍と神聖欧州帝国との間に第三次世界大戦が勃発する。小説版（原作）と漫画版によって展開は異なるが、どちらの場合も最終的に連合軍の勝利によって終戦を迎える。
地球連邦の興亡（1997年 - 2017年、佐藤大輔作）
2047年1月、異星人「ヲルラ」の環境保護艦隊の襲来により第三次世界大戦「接触戦争」が勃発する。当初はヲルラ対地球人の戦争であったが、途中から地球側が日英米連合を中核・前身とする地球連邦と中国やインドなどを中心とする国際連合に分裂。地球人の好戦性に衝撃を受けたヲルラが戦意を失い地球連邦に降伏した後には、地球連邦によるヲルラの科学技術の独占を国連側が恐れたことから、地球人同士で反応兵器（核兵器）を撃ち合うことになる。地球連邦の勝利によって2049年末に終戦を迎え、戦後はテラフォーミングやクローンといったヲルラ由来の技術によって速やかな環境・人口の回復が図られる。
星間興亡史（1997年 - 2001年、羅門祐人作）
2034年、エネルギー危機を受けて中国軍が中近東に進軍したことを原因として、日米ソなどからなる太平洋安全保障条約軍と、EUや中国などからなるユーラシア同盟の間で第三次世界大戦が勃発。中国の内部崩壊と参戦各国の疲弊によって2036年に終結する。核兵器の使用は、中国とイスラエルの間での戦術核の応酬のみに止まる。
亜細亜大戦2001（1999年 - 2000年、柘植久慶作）
2001年、ロシアにて旧ソ連体制への回帰を目的としたクーデターが勃発。これを発端として世界中で核兵器を使用した民族紛争が激化する。米中の間で大陸間弾道弾が使用されるところで物語は終わっている。
コールダー・ウォー（2000年、チャールズ・ストロス作）
1984年8月11日、サダム・フセインによって活性化されたヨグ＝ソトースの神殿が存在するバスラをイランが核攻撃。その影響を受け、2時間後に行われた「我々は5分後に爆撃を開始する」スピーチに過剰反応したソ連がSS-20ミサイルを中東を向けて発射したことで、米ソ間の世界大戦が勃発する。開戦から4日後の時点でアメリカはノースヴァージニアまでの東部沿岸、ソ連はドネツ盆地とウラジオストクを喪失し、ヨーロッパも甚大な被害を受ける。さらに、ソ連の「コシチェイ計画」によって復活した「K-トゥルー」が制御を離れて北極圏から大西洋岸への侵攻を開始している。
ウィザーズ・ブレイン（2001年 - 2024年、三枝零一作）
2186年5月14日、大気制御衛星の暴走で遮光性の気体が地球を覆い、エネルギーを太陽光発電に頼っていた人類は致命的な打撃を受ける。これを原因とするエネルギーと資源の奪い合いによって第三次世界大戦が勃発。複数の核融合炉の同時暴走によってアフリカ大陸が文字通り消し飛んだことにより終戦を迎えたが、2,048箇所もあった完全自給自足の閉鎖型積層都市「シティ」も僅か7箇所にまで減少し、変わり果てた永い冬の世界で人類は絶滅の危機に瀕する事になる。
移動都市シリーズ（2001年 - 2006年、フィリップ・リーヴ作）
21世紀以降に「六十分戦争」が勃発。アメリカ帝国などが参戦し、対地表軌道上原子爆弾や変性ウィルス爆弾、量子ビームなどのエネルギー兵器が投入される。この戦争によって環境は汚染され、戦後にはロンドンを皮切りに、破壊された都市が「移動都市」として再生され始める。
とある魔術の禁書目録（2004年 - 、鎌池和馬作）
「科学」と「魔術」が対立する現代世界において、科学サイドの主導的立場にある日本の学園都市および魔術サイドだが学園都市とは協調路線をとるイギリス清教の陣営と、ロシア成教・ローマ正教陣営との間で「第三次世界大戦」が始まる。10月18日にロシアが学園都市に宣戦布告し、10月19日に開戦、10月30日に終結。実際の戦闘はロシア国内でのロシア対学園都市、ドーバー海峡でのイギリス対フランスのみ。日本政府は今回の戦争は学園都市の独走とし、ロシアとの交戦の意思を否定している。実質的にはロシアと国家承認されていない勢力との戦闘であり、他勢力も国家ではない。
ニュートンズ・ウェイク（2004年、ケン・マクラウド作）
21世紀後半、特異点を突破し「後人類」化したアメリカの軍事AIが引き起こした「強制昇天」を引き金に「最終戦争」が勃発。当初は英仏露などからなる「EUR」と、後人類の影響下に置かれたアメリカの間での全面核戦争として戦われるが、途中からアメリカ側の戦力は後人類が生み出した戦闘マシンに入れ替わる。2105年頃には後人類が自己アップデートを繰り返した末に太陽系から姿を消し、戦争は終結を迎える。
メトロ2033（2005年、ドミトリー・グルホフスキー作）
2013年に「最終戦争」と呼ばれる核戦争が勃発。これによって地上は放射能で汚染され、戦後には「黒き者（チョルヌイ）」を始めとするモンスターが発生する。参戦国の1つであるロシアでは戦略施設に隣接する地域が「敵」の核攻撃を受け、モスクワにおいては一部の市民がモスクワ地下鉄のメトロ網に逃げ込み、やがて各駅が自治政府を持つ生活の場所となる。
創世の島（2006年、バーナード・ベケット作）
2050年8月7日、中国が大気中の熱蓄積効果対策のための硫黄散布試験をアメリカ領空内で強行したことを発端として、アメリカと日中同盟の間で「最終戦争」が勃発。2052年末に戦闘に投入された伝染病菌によって、翌年までに地球上ほぼすべてが居住不可能になる。
僕たちのパラドクス（2007年、厚木隼作）
2039年に第三次世界大戦が勃発。当初は全面核戦争として始まったが、核兵器や航空機が消滅した2279年の時点でも手段を退行させつつ戦闘は継続されている。ただし、これは作中で複数登場する未来の1つでの出来事となっている。
虐殺器官 / ハーモニー（2007年 / 2008年、伊藤計劃作）
2019年、アメリカで英語による「虐殺文法」が使用されたことを発端として、英語圏を中心とする世界各地で多数の核弾頭の使用を伴う「大災禍（ザ・メイルストロム）」と呼ばれる無秩序な暴動・戦争が発生。戦後には大災禍の反動からの医療合意共同体「生府」による政治形態への移行と、放射能汚染やそれにより突然変異したウイルスに対応するための、恒常的体内監視システム「WatchMe」及び個人用医療薬精製システム「メディケア」の普及が行われる。
ぼくらの〜alternative〜（2007年 - 2008年、大樹連司作）
2030年代、平行世界の地球のトミコローツ（巨大ロボット）「大烏」が散布した未知のウィルスによって汚染されたアメリカに対し、ウィルスの感染拡大を阻止するために中国が核弾道ミサイルを発射。アメリカも核弾道ミサイルでこれに報復したことが引き金となり、全世界を巻き込んだ全面核戦争が勃発する。この「怒りの日」から1日で世界の主要都市は消滅し、放射能汚染と核の冬の到来、さらにはウィルスの感染拡大によって文明は壊滅寸前となる。
未踏の蒼穹（2007年、ジェイムズ・P・ホーガン作）
21世紀以降に「最終戦争」が勃発。21世紀初頭の「中央アジア戦争」を経た勢力図の変化を経て、アメリカおよび新生中国とユーロ・ロシアおよびイスラム圏の対立の中で戦われる。戦端は、生物兵器として開発された合成ウイルスが、突然変異によって全人類に対する致死性を獲得した上で流行したことによる混乱によって開かれ、戦禍は月軌道付近までの宇宙空間にも及ぶ。核兵器の多用に加えてウイルスの蔓延により、地球上においては人類は滅亡する。
新世界より（2008年、貴志祐介作）
2011年に起きたPK能力の科学的発見を発端として、21世紀前半にPK能力者と一般人の対立を主因とする無秩序な戦争が全世界で発生。一時は能力者狩りを行った一般人側が有利に立ったが、能力者側が反撃に転じ地球上のあらゆる政府と文明が崩壊。戦闘には核兵器やそれを上回る威力のPKが使用され、世界の総人口は戦前の3パーセントにまで減少する。その後、500年間におよぶ暗黒時代が始まる。
魔法科高校の劣等生（2008年 - 、佐島勤作）
2030年ごろから始まった世界的な寒冷化の中、寒冷化と砂漠化が進んだ華北地域の住民によるロシア領内への不法入国を発端として、2045年にエネルギー資源を巡る第三次世界大戦が勃発。2065年まで続いたことから「二十年世界群発戦争」とも呼ばれる。魔法師の介入によって核兵器の使用は阻止されたが、世界人口は開戦前の3分の1の30億人に減少。各陣営の勢力範囲も大きく変化する。
去年はいい年になるだろう（2010年、山本弘作）
21世紀中盤、全世界を巻き込んだ大規模戦争が勃発。戦闘にはあらゆる兵器が投入され、印パ間での使用を皮切りに大量使用された核兵器によって現代文明は崩壊し、放射能汚染や核の冬が発生。戦闘が終結した22世紀中盤には地球の総人口は8,000万人にまで減少、文明は中世レベルにまで後退する。ただし、これは無数に存在するパラレルワールドの1つでの出来事とされている。
凍りついた空（2012年、ジェフ・カールソン作）
21世紀後半に欧米と中華人民最高社会国（FSSC）の間で第三次世界大戦「一分間戦争」が勃発する。戦端は妨害制御プログラムを用いたFSSCによる欧米の防衛網への攻撃によって開かれ、双方の核ミサイル発射に発展。その後、勝者のない休戦を迎える。軍事施設が電子的傘に防備されていたため多くのミサイルが都市の民間施設を攻撃し、死者は75万人を越えることになる。
ぼくらは都市を愛していた（2012年、神林長平作）
21世紀初頭に、「情報震」による情報システムの崩壊に端を発する同時多発的な「戦争」が世界各地で勃発。2020年時点では戦闘こそ沈静化しているが、明確な敵が存在しなかったため、終戦に至っている訳ではない。
宇宙軍士官学校（2012年 - 、鷹見一幸作）
2015年前後に発生した「オーバーロード」による地球人類のマインドリセットと異星人「アロイス」によるリフトアップ開始、それに伴って行われた国家の地球連邦への統合に対し、国粋主義や民族主義、宗教的狂信などから生じた反発を原因として、2020年前後に「統合化戦争」と呼ばれる世界的な大規模戦争が勃発。終戦後も世界各地でリフトアップに反対するテロが頻発することとなる。
アシッドバッファーゾーン（2014年 - 、伊藤暢達作）
21世紀のうちに「前大戦」と呼ばれる全地球および大気圏外を戦場とした大規模戦争が勃発。人工的な戦闘用亜人類「アンゲル・2194」の実戦投入と、大気圏外の「アウレナリーズ軌道」上への大量物体の打ち上げによって13年におよぶ戦闘は終息する。この大戦によって都市文明は失われ、世界の総人口は戦前の12パーセントである約14億人にまで減少する。
横浜駅SF（2015年 - 2017年、柞刈湯葉作）
西暦末期、複数の大国の間で「冬戦争」と呼ばれる連続的かつ大規模な戦争が勃発。開戦経緯や参戦国の詳細は不明だが、「連合」という勢力に組する形で日本も参戦している。衛星兵器や重力兵器などによって主要都市は壊滅し、勃発から数百年後に化石燃料の枯渇によって終息する。日本ではこの戦争の際に「JR統合知性体」が開発されている。
2084 世界の終わり（2015年、ブアレム・サンサル作）
2022年あるいは2050年に、世界大戦に匹敵する大規模な核戦争が勃発。続く2084年の「大聖戦」の後に、変容したイスラム教を国教とする宗教的独裁国家「アビスタン」が誕生する。
神々の歩法（2015年 - 2022年、宮澤伊織作）
2031年、ソ連崩壊の際に混乱の中でオウム真理教が国教となり誕生した「真理ソビエトロシア」の奇襲攻撃により、米ソ間の全面戦争が勃発。米本土は東西二手に分かれた爆撃機編隊による空襲と、米軍基地への空挺部隊の降下を受ける。ただし、これは高次元幾何存在「憑依体」が実施した現実改変ブルートフォース攻撃により、別の現実から外挿された事象とされる。
われらはレギオン（2016年 - 2024年、デニス・E・テイラー作）
2041年から2133年の間に、安価な核融合技術の普及による原油の価値の下落を原因として、「第三次世界大戦」と総称される一連の戦闘が世界各地で発生。そのほとんどは局地戦に止まったが、中東紛争は核・化学兵器が多用される激戦となり、中東のほぼ全域が居住不能になる。また、2133年には、自由アメリカ神聖盟主国（FAITH）のフォン・ノイマン探査機に対するブラジル帝国の攻撃を皮切りに、太陽系全域を戦場とする全面戦争が勃発。戦闘は宇宙から地上へ拡大し、多数の核攻撃や小惑星爆撃によって、地球環境は回復まで最低5,000年かかるほどに汚染される。
サハリン島（2018年、エドゥアルド・ヴェルキン作）
21世紀以降、北朝鮮が島嶼に置かれた米軍基地を核攻撃したことで第三次世界大戦が勃発。あらゆる核保有国が参戦し、「火の一週間」で北米、中国、ロシアのヨーロッパ部と西シベリアが壊滅した後も、約1ヶ月に渡り残存した発射設備を用いた核戦争が続く。さらに、終結後には流出した生物兵器によるものと推測される移動性恐水症（MOB）の流行が始まる。日本は大戦後も健在な唯一の工業国となり、幹部自衛官が起こした「維新」によって帝政を復活させ、大戦によってロシアが統治能力を失った樺太を北方領土と併せて自国領に編入する。
エレクトリック・ステイト（2018年、シモン・ストーレンハーグ作）
1997年以前に、アメリカや「ALA」という勢力が参戦した「神経戦争」とも呼ばれる7年におよぶ戦争が勃発・終結。アメリカの連邦軍はニューログラフネットワークを用いて遠隔制御される各種ドローンを多用したほか、飛行可能な攻撃船も各陣営によって運用される。戦後アメリカは荒廃し、シエラネバダ山脈以東は政府による統治が行き届かない状態に陥る。
映画『エレクトリック・ステイト』の原作だが、映画では人間同様の権利を求めたロボットと人間との戦争へ内容が改変されている。
火狩りの王（2018年 - 2021年、日向理恵子作）
作中年代の数百年以上前、度重なる戦禍を経て「最後の戦争」（人類最終戦争）が勃発。人体発火病原体が生物兵器として戦闘に投入された後、人類は天然の火を用いることが不可能になる。戦後、世界のほとんどは、突然変異を起こした動物と見られる「炎魔」が棲む「黒い森」に覆われる。
宇宙からの帰還（2020年、夏見正隆作）
2025年に「米中大戦」が勃発。戦闘は、世界各地の原子力発電所がマルウェアや破壊工作員の浸透によってメルトダウンさせられる形で行われ、日本では日本海側の原発が被害を被る。戦後、漏出した放射線によって地球上の動植物は死に絶え、日米などの「連合国」陣営では、選出されたごくわずかな移民者が4基のスペースコロニー「都市」へ避難する。
沙漠と青のアルゴリズム（2020年、森晶麿作）
2020年に第三次世界大戦が勃発。戦地では、陸戦における主力兵器となったロボット兵による虐殺が頻発する。参戦国の同盟関係はたびたび入れ替わり、その中で日本は「国際的連合」の侵攻を受けて2021年末に崩壊し、その後も世界各地で日本人蔑視による「日本人狩り」が行われる。2028年の時点では大戦こそ終結しているが、いまだに世界各地で戦争が起こり続けている。

### コンピューターゲーム
ヘクター'87（1987年）
星歴1024年（西暦換算年不明）、地球で第三次世界大戦が勃発。その際に人類の歴史やその遺産がすべて失われる。
Wastelandシリーズ（1988年 - ）
1998年初頭、アメリカが建造中の軍用宇宙ステーション「Citadel」を巡る東西陣営間の国際的緊張の中、Citadelからの遭難信号発信と人工衛星の大量消失が同時に発生し、これを受けてパニックに陥った各国が保有する核兵器の90パーセントを投じる偶発核戦争に突き進む。戦後、文明が荒廃する中で、気候変動や生物の突然変異が続くアメリカ南西部では、元陸軍兵士を中核とする自警団「デザートレンジャーズ」が組織される。
スクランブルスピリッツ（1988年）
21世紀初頭に全世界的な核戦争が勃発。その後、各地で再興された小国家群からなる「統一国家」が築かれる。
マスターオブウェポン（1989年）
19××年、核戦争という形で第三次世界大戦が勃発。戦後、放射能による突然変異によって異形化した生物との生存競争に勝ち抜くため、人類は自らの管理を4体の自己思考型コンピューター「ゴッドシステム」に委託する。
重装機兵レイノス / 重装機兵ヴァルケン（1990年 / 1992年）
2093年、石油および月面の「動力鉱石」の採掘権を巡り環太平洋合衆国と欧州アジア連邦の間で第三次世界大戦が勃発。初の宇宙空間での全面戦争となり、新兵器「アサルトスーツ」の投入なども行われたが、両国は宇宙戦闘にかかる莫大なコストを理由に2096年に和平協定を締結する。また、2101年には連邦軍による合衆国軍への誤射事件「グラハム号事件」を発端に第四次世界大戦が勃発。戦闘は第三次大戦のそれを上回るものとなり、最終的には合衆国側が勝利している。
妖獣戦記（1993年 - 1995年）
2008年に世界核戦争「The Third」が勃発。これにより人類社会は壊滅するが、参戦国などの詳細は語られていない。戦後、戦時中に開発が進められていた人工兵士の遺伝子が残留放射能によって変異し、人類に敵対的な「妖獣」を生み出すことになる。
ガングリフォン（1996年）
2015年2月、世界的な食料危機やエネルギー危機などを原因として、アジア太平洋共同体（APC）と汎ヨーロッパ連合（PEU）の間で第三次世界大戦が勃発。戦火は北アフリカからウクライナ、ユーラシア大陸東部、オーストラリアへと拡大するが、アメリカ自由貿易地域（AFTA）の軍事介入を受け、APC、PEUはともにAFTAに全面降伏。その後、PEU軍内の過激派がウラル山脈の旧戦略ミサイル基地を占領し、世界各地のAFTA占領地を解放するよう要求するが、各国のエースパイロットからなる部隊によって鎮圧され、2015年10月12日に大戦は終結する。
メタルスラッグシリーズ（1996年 - ）
詳細は不明だが、2020年頃に「前大戦」と呼ばれる戦争が勃発している。また、『メタルスラッグ2』以降では第1作『メタルスラッグ』で描かれた、20XX年に発生したモーデン元帥配下の反逆軍による全世界的な軍事クーデターと元正規軍のレジスタンスによる反抗も「前大戦」と呼ばれているが、これが先程の前大戦と同一の戦争なのかは語られていない。
Falloutシリーズ（1997年 - ）
2077年、地球資源を巡った争いが続く中、中国軍がアラスカを侵略し、アメリカがカナダを併合したことに端を発し、10月23日に全ての核保有国が全面核戦争に突入。開戦から2時間で世界の文明は崩壊する。
アーマード・コアと世界観を共有する作品群（1997年 - 2001年）
先進国と発展途上国の経済格差や環境破壊などを原因として、地球歴106年（西暦換算年不明）に「大破壊」と呼ばれる全世界的戦争が勃発。これによって地上の自然環境は壊滅。生き延びた人類は地下都市での生活を余儀なくされ、既存の国家は消滅する。なお、『アーマード・コア3』を中心とする作品群の世界観でも過去に同名の災厄が発生しているが、それが戦争であるかは語られていない。
planetarian 〜ちいさなほしのゆめ〜（2004年）
21世紀中盤、アメリカを中核とする自由連邦と、環太平洋地域やアフリカなどからなる解放同盟の間で「大戦」が勃発する。自由連邦による解放同盟への生物兵器攻撃によって戦端が開かれ、その後の報復核攻撃によって北米やユーラシアも壊滅。戦闘によって地球の総人口は戦前の100億人から5億人以下へ減少し、気候も大きく変動する。また、戦場では多くの自立戦闘機械が使用されている。
バトルフィールド2142（2006年）
2142年、22世紀初頭に始まった氷河期によって激減した土地と資源を巡って、ヨーロッパ連合（EU）とアジア連合（PAC）の2大勢力の間で全地球規模の戦争が勃発する。
World in Conflict（2007年）
年代は20世紀後半だが、詳しくは触れられていない。ソビエト連邦は崩壊していない。
アーマード・コア4と世界観を共有する作品群（2006年 - 2008年）
作中における過去にて、統治能力を喪失した国家群に対して6つの巨大企業グループが宣戦を布告し「国家解体戦争」と呼ばれる全世界的戦争が勃発。企業グループ群が投入した新兵器「ネクストAC」によって、開戦から1ヶ月後に企業グループ側の勝利によって戦争は終結。これによって国家という概念は消滅し、企業が統治権を握るようになる。
エンド ウォー（2008年）
2016年、中東での核兵器テロを受けてそれまでのミサイル防衛技術が極度に発展し、大陸間弾道ミサイルによる核兵器の脅威が消え去った時代が訪れる。しかし、アメリカが衛星軌道上に軍事基地を設置した事により、軍事バランスが崩れ開戦に至る。
コール オブ デューティ モダン・ウォーフェア2（2009年）
2016年、超国家主義派によるロシアの空港テロにCIA工作員が参加していたことにより、アメリカによるテロへの報復戦争という名分のもとロシアがアメリカ各地に奇襲を行い第三次世界大戦が勃発。続編『モダン・ウォーフェア3』ではヨーロッパ各地にまで戦火が拡大する。
スターオーシャン4 -THE LAST HOPE-（2009年）
2064年、世界共和国連邦と対立する諸国の情報戦が激化し、混乱による破壊兵器の誤射から第三次世界大戦が勃発する。わずか2週間で停戦協定が締結されるが、大量破壊兵器の使用による環境の悪化によって人口は大幅に減少する。
Wargameシリーズ（2012年 - ）
1960年代から1990年代の冷戦下、様々な状況での東西陣営の衝突を想定したリアルタイムストラテジー。
重鉄騎（2012年）
2020年に発生した「シリコンカビ」による電子・コンピューター技術の崩壊を契機として、それらの技術への依存度が少ないアジアの超大国がアジア及び西ヨーロッパ各国への侵略戦争を開始し、第三次世界大戦が勃発。超大国は新兵器「鉄騎」を投入するも戦争は泥沼化し、2045年には超大国側からの提案によって停戦協定が締結される。その後、超大国を中心とする「国際連合」が新たに設立される。
Fate/Grand Order（2015年 - ）
2060年、大国間の争いを主軸とする人類の自滅戦争が勃発。勝利した大国も戦後に破綻し、2070年には国家の運営がAIに委託される。ただし、これは作品の主要な舞台となる世界とは別の並行世界での出来事とされている。
ドールズフロントライン（2016年 - ）
2030年の「北蘭島事件」によって全世界に拡散したコーラップス液による汚染を原因として、2045年4月15日に残された土地や食料を巡る第三次世界大戦が勃発。緒戦で核兵器が使用された後に陸戦を中心とする有視界戦闘に移行し、2051年6月29日に終結する。この大戦中に「戦術人形」が各国で実戦投入された。また、戦後に低下した国家の統治能力は民間軍事会社（PMC）によって補われることになる。

### アナログゲーム
パラノイア（1984年）
全世界で多大な死者を生じさせた後、2025年（初版では2015年）に第三次世界大戦「災厄」が終結。終戦後に調印された世界憲章に基づき、世界政府「政治体（ポリティ）」が誕生する。
戦闘宇宙艇SRV-4B シャングリラ作戦（1986年、永瀬唯作）
1997年11月、米ソによる地球周回軌道上への戦略レーザー砲の配備と、ソ連の軍用宇宙ステーションに対するアメリカの強制査察飛行「シャングリラ作戦」を発端として、米ソ間の全面戦争が勃発する。ゲームブックであるため複数の開戦経緯が存在し、戦争が回避される結末も存在する。
エンゼルギア 天使大戦TRPG（2003年 - 2010年）
1999年7月4日、1986年の第二次世界大戦終結以来国土を結界で覆い鎖国を行っていたヤシマ＝統一帝国に対し、合衆国が帝都などの各拠点への呪法弾頭ミサイル3発による攻撃を実施。この攻撃で結界が崩壊した中、7月7日にはヤシマの海上ギガプラントに対して合衆国の天使兵軍団による攻撃が行われ、ヤシマ＝統一帝国と「天使」の支援を受けた合衆国との間での「天使大戦」が勃発する。
サタスペ（2008年 - 2016年）
1962年、第二次世界大戦に参加しなかった大日本帝国とアメリカとの間で日米間核戦争（第三次大戦）が勃発する。各主要都市に核攻撃を受け、東京消滅などの甚大な被害を被った日本は敗北。敗戦後の日本は日本民主人民共和国（北日本）と日本共和国（南日本）、列強各国領、そして国連日本管理委員会統治下の近畿特別区に分断される。
フレイムギア（2009年 - 2010年）
1997年末、東西両陣営での人型兵器「FLAME」の普及による冷戦構造のバランスの変化を原因として、世界各地を戦場とする東西間の全面戦争「米ソ紛争」が勃発。核兵器は使用されず、FLAME同士の戦闘が主になる。アメリカを中心とする西側が優勢となる中、ホワイトハウスとクレムリンを互いのFLAMEが襲撃し、大統領と書記長が殺害されたことを機に、1999年7月10日に講和が行われる。
永い後日談のネクロニカ（2013年 - 2015年）
終末思想に染まったカルト宗教が行った核テロを発端として、2135年に大規模な限定核戦争が勃発。停戦後の2140年に核使用禁止条約が締結されたものの、恒常化した紛争へのアンデッド兵器の投入に伴うモラルの低下などを要因として、核使用禁止条約破棄後の2155年に南北アメリカ大陸を火種とした全面核戦争「最終戦争」が勃発し、人類文明は壊滅状態に陥る。

### その他
欲せざる原爆下の第三次大戦（1952年）
1952年、ソ連と東欧衛星諸国軍のユーゴスラビア介入から第三次大戦が勃発。原爆の保有数が少ないソ連は最終的に敗北して国連軍に占領される。
『文藝春秋』臨時増刊。アメリカの雑誌『コリヤーズ』第三次世界大戦特集の邦訳。
S.F.3.D / マシーネンクリーガー（1982年 - 、横山宏・市村弘作）
29世紀前半に第四次世界大戦が勃発しているため、それ以前に生じていると見られるが詳細は不明。なお、第四次大戦では地球環境が極めて汚染されたため、地球に住む人類は数十年の間他の天体への移住を余儀なくされる。
ジョン・タイターの予言（2000年）
2015年、ロシアがアメリカ連邦帝国・中国・ヨーロッパの各国に行った核攻撃を発端として第三次世界大戦が勃発。その後アメリカ・ヨーロッパ諸国・オーストラリアとロシア、更には日本を含む周辺諸国を吸収した中国による三つ巴の戦いが繰り広げられ、最終的には2017年にロシアの勝利によって戦争は終結する。なお、厳密には「フィクション」とは性質が異なるが、便宜上ここに記載する。
SCP Foundation（2007年 - ）
「SCP-004」や「SCP-2001-JP」など、SCP報告書をはじめとする複数の記事で第三次世界大戦が物語上の小道具、あるいは主題として扱われている。「絶対に従わなければならない共通設定（カノン）を持たないシェアード・ワールド」という作品の性質上、これらの記事で扱われる第三次大戦の内容はそれぞれ矛盾している。
人類最終戦争後シリーズ（2021年 - ）
全地球的な気候変動とともに、「万人の万人に対する闘争」という形で最終戦争が勃発。戦後の荒廃の中で文明は崩壊し、撒き散らされた放射線が動物に及ぼした突然変異がミュータントを生み出す。
ウクライナのマスターボックスによるオリジナルプラモデルのシリーズ。
ティタノマキア（2023年 - ）
作中年代の約600年前、隕石群の落下が引き起こした「審判の季節」と呼ばれる大災害を経て、復興に伴い誕生した多数の新興国がそれぞれ武力での勢力拡張を図り、「大戦国時代」と形容される地球全域での戦乱が勃発。フェイエトール帝国とワイズ連邦の2大勢力の誕生によって情勢は落ち着きを見せるが、その後、この2大勢力によるエネルギー戦争が新たに勃発する。